# Superliga polska w piłce ręcznej mężczyzn (2012/2013)/Wyniki spotkań

## Runda zasadnicza

### I runda

#### 1. kolejka (8-9 września 2012)
| 1.9 września 201217:00 | Gaz-System Pogoń Szczecin | 22:28(9:14) | Chrobry Głogów | Hala sportowa MOSRiR Szczecin, Polska Sędzia: Krzysztof Bąk, Kamil Ciesielski (Zielona Góra) |
| 1.9 września 201217:00 | Wojciech Zydroń 8 · Aleksander Kokoszka 4 · Nenad Marković 3 · Piotr Frelek 2 · Michal Bruna 1 · Filip Kliszczyk 1 · Bartosz Konitz 1 · Zbigniew Kwiatkowski 1 · Jacek Wardziński 1 | 22:28(9:14) | 4 Radosław Jankowski · 4 Jakub Łucak · 4 Mateusz Płaczek · 4 Maciej Ścigaj · 3 Michał Bednarek · 3 Marek Świtała · 2 Krystian Kuta · 2 Tomasz Mochocki · 1 Grzegorz Czekałowski · 1 Dominik Płócienniczak | Hala sportowa MOSRiR Szczecin, Polska Sędzia: Krzysztof Bąk, Kamil Ciesielski (Zielona Góra) |
| 1.9 września 201217:00 | 5× · 3× · 1× | 22:28(9:14) | 6× · 3× · 1× | Hala sportowa MOSRiR Szczecin, Polska Sędzia: Krzysztof Bąk, Kamil Ciesielski (Zielona Góra) |

| 2.5 września 201218:00 | Piotrkowianin Piotrków Trybunalski | 26:33(9:18) | Tauron Stal Mielec | Hala OSiR Relax Piotrków Trybunalski, Polska Sędzia: Cezary Figarski, Dariusz Żak (Radom) |
| 2.5 września 201218:00 | Wojciech Trojanowski 5 · Marek Daćko 4 · Tomasz Mróz 4 · Sebastian Różański 4 · Marcin Tórz 3 · Arkadiusz Miszka 2 · Szymon Woynowski 2 · Sebastian Iskra 1 · Roman Požarek 1 | 26:33(9:18) | 5 Michał Chodara · 4 Adam Babicz · 4 Łukasz Janyst · 4 Damian Kostrzewa · 4 Grzegorz Sobut · 3 Paweł Gawęcki · 3 Marek Szpera · 2 Rafał Gliński · 2 Mirosław Gudz · 1 Hubert Kornecki · 1 Damian Krzysztofik | Hala OSiR Relax Piotrków Trybunalski, Polska Sędzia: Cezary Figarski, Dariusz Żak (Radom) |
| 2.5 września 201218:00 | 7× · 3× · 1× | 26:33(9:18) | 5× · 3× | Hala OSiR Relax Piotrków Trybunalski, Polska Sędzia: Cezary Figarski, Dariusz Żak (Radom) |

| 3.1 września 201217:30 | Orlen Wisła Płock | 38:22(23:11) | MMTS Kwidzyn | Orlen Arena Płock, Polska Widzów: 2500 Sędzia: Rafał Krawczyk (Łaziska Górne), Grzegorz Wojtyczka (Chorzów) |
| 3.1 września 201217:30 | Petar Nenadić 7 · Ivan Nikčević 5 · Muhamed Toromanović 5 · Christian Spanne 4 · Kamil Syprzak 4 · Valentin Ghionea 3 · Michał Kubisztal 2 · Paweł Paczkowski 2 · Adam Wiśniewski 2 · Nikola Eklemović 1 · Ferenc Ilyés 1 · Boštjan Kavaš 1 · Michał Zołoteńko 1 | 38:22(23:11) | 5 Mateusz Seroka · 4 Adam Pacześny · 3 Michał Daszek · 3 Przemysław Rosiak · 2 Maciej Mroczkowski · 2 Michał Peret · 2 Kamil Sadowski · 1 Michał Adamuszek | Orlen Arena Płock, Polska Widzów: 2500 Sędzia: Rafał Krawczyk (Łaziska Górne), Grzegorz Wojtyczka (Chorzów) |
| 3.1 września 201217:30 | 2× · 3× | 38:22(23:11) | 3× · 1× | Orlen Arena Płock, Polska Widzów: 2500 Sędzia: Rafał Krawczyk (Łaziska Górne), Grzegorz Wojtyczka (Chorzów) |

| 4.8 września 201218:00 | Czuwaj Przemyśl | 31:32(11:18) | Azoty-Puławy | Hala sportowa POSiR Przemyśl, Polska Sędzia: Igor Dębski, Artur Rodacki (Kielce) |
| 4.8 września 201218:00 | Maurycy Kostka 7 · Paweł Stołowski 7 · Dariusz Kubisztal 4 · Maciej Kubisztal 4 · Marcin Basiak 3 · Bogdan Oliferchuk 2 · Radek Sliwka 2 · Mateusz Kroczek 1 · Piotr Papaj 1 | 31:32(11:18) | 7 Piotr Masłowski · 6 Dimitro Zinczuk · 5 Michał Szyba · 3 Paweł Ćwikliński · 3 Mateusz Jankowski · 3 Przemysław Krajewski · 3 Rafał Przybylski · 1 Michał Bałwas · 1 Krzysztof Łyżwa | Hala sportowa POSiR Przemyśl, Polska Sędzia: Igor Dębski, Artur Rodacki (Kielce) |
| 4.8 września 201218:00 | 5× · 3× · 2× | 31:32(11:18) | 8× · 3× · 1× | Hala sportowa POSiR Przemyśl, Polska Sędzia: Igor Dębski, Artur Rodacki (Kielce) |

| 5.8 września 201218:00 | NMC Powen Zabrze | 26:18(12:11) | Miedź Legnica | Hala Sportowa Pogoń Zabrze, Polska Sędzia: Grzegorz Budziosz (Chęciny), Tomasz Olesiński (Kielce) |
| 5.8 września 201218:00 | Łukasz Kandora 5 · Adrian Niedośpiał 5 · Łukasz Stodtko 5 · Patryk Kuchczyński 4 · Aleksandr Bushkov 2 · Witalij Nat 2 · Piotr Adamczak 1 · Dariusz Mogielnicki 1 · Kamil Mokrzki 1 | 26:18(12:11) | 5 Andrzej Brygier · 5 Bogumił Buchwald · 4 Adam Skrabania · 2 Michał Prątnicki · 1 Paweł Gregor · 1 Łukasz Jarowicz | Hala Sportowa Pogoń Zabrze, Polska Sędzia: Grzegorz Budziosz (Chęciny), Tomasz Olesiński (Kielce) |
| 5.8 września 201218:00 | 5× · 3× | 26:18(12:11) | 3× · 3× | Hala Sportowa Pogoń Zabrze, Polska Sędzia: Grzegorz Budziosz (Chęciny), Tomasz Olesiński (Kielce) |

| 6.9 września 201214:00 | Vive Targi Kielce | 39:29(19:15) | Zagłębie Lubin | Hala Legionów, Kielce, Polska Sędzia: Rafał Puszkarski, Arkadiusz Sołodko (Legionowo) |
| 6.9 września 201214:00 | Ivan Čupić 14 · Manuel Štrlek 5 · Karol Bielecki 4 · Mateusz Jachlewski 4 · Michał Jurecki 4 · Denis Buntić 3 · Željko Musa 2 · Uroš Zorman 2 · Krzysztof Lijewski 1 | 39:29(19:15) | 8 Wojciech Gumiński · 7 Michał Stankiewicz · 6 Mateusz Przybylski · 3 Michał Bartczak · 2 Łukasz Kużdeba · 2 Dariusz Rosiek · 1 Bartosz Starzyński | Hala Legionów, Kielce, Polska Sędzia: Rafał Puszkarski, Arkadiusz Sołodko (Legionowo) |
| 6.9 września 201214:00 | 2× · 2× | 39:29(19:15) | 4× · 3× | Hala Legionów, Kielce, Polska Sędzia: Rafał Puszkarski, Arkadiusz Sołodko (Legionowo) |

#### 2. kolejka (15-16 września 2012)
| 7.16 września 201218:00 | Chrobry Głogów | 32:24(16:14) | Zagłębie Lubin | Hala Widowiskowo-Sportowa Głogów, Polska Widzów: 1300 Sędzia: Rafał Krawczyk (Łaziska Górne), Grzegorz Wojtyczka (Chorzów) |
| 7.16 września 201218:00 | Mariusz Gujski 6 · Radosław Jankowski 4 · Tomasz Mochocki 4 · Mateusz Płaczek 4 · Maciej Ścigaj 4 · Marek Świtała 3 · Krystian Kuta 2 · Jakub Łucak 2 · Grzegorz Czekałowski 1 · Dominik Płócienniczak 1 · Michał Wysokiński 1 | 32:24(16:14) | 8 Michał Stankiewicz · 5 Dariusz Rosiek · 3 Wojciech Gumiński · 3 Mateusz Przybylski · 2 Michał Bartczak · 2 Dawid Przysiek · 1 Jarosław Paluch | Hala Widowiskowo-Sportowa Głogów, Polska Widzów: 1300 Sędzia: Rafał Krawczyk (Łaziska Górne), Grzegorz Wojtyczka (Chorzów) |
| 7.16 września 201218:00 | 5× · 2× | 32:24(16:14) | 3× · 2× | Hala Widowiskowo-Sportowa Głogów, Polska Widzów: 1300 Sędzia: Rafał Krawczyk (Łaziska Górne), Grzegorz Wojtyczka (Chorzów) |

| 8.15 września 201218:00 | Miedź Legnica | 21:31(9:16) | Vive Targi Kielce | Hala Dolnośląskich Olimpijczyków Legnica, Polska Widzów: 800 Sędzia: Andrzej Kierczak, Tomasz Wrona (Kraków) |
| 8.15 września 201218:00 | Bogumił Buchwald 3 · Paweł Gregor 3 · Łukasz Jarowicz 3 · Adam Skrabania 3 · Andrzej Brygier 2 · Wojciech Czuwara 2 · Michał Prątnicki 2 · Paweł Wita 2 · Bartłomiej Koprowski 1 | 21:31(9:16) | 7 Þórir Ólafsson · 4 Rastko Stojković · 3 Karol Bielecki · 3 Denis Buntić · 3 Ivan Čupić · 3 Michał Jurecki · 3 Manuel Štrlek · 2 Željko Musa · 2 Uroš Zorman · 1 Krzysztof Lijewski | Hala Dolnośląskich Olimpijczyków Legnica, Polska Widzów: 800 Sędzia: Andrzej Kierczak, Tomasz Wrona (Kraków) |
| 8.15 września 201218:00 | 3× · 3× | 21:31(9:16) | 2× · 2× | Hala Dolnośląskich Olimpijczyków Legnica, Polska Widzów: 800 Sędzia: Andrzej Kierczak, Tomasz Wrona (Kraków) |

| 9.15 września 201218:15 | Azoty-Puławy | 27:20(14:11) | NMC Powen Zabrze | Hala MOSiR Puławy, Polska Widzów: 650 Sędzia: Mariusz Kałużny, Tomasz Stankiewicz (Opole) |
| 9.15 września 201218:15 | Przemysław Krajewski 8 · Piotr Masłowski 6 · Krzysztof Tylutki 4 · Dimitro Zinczuk 3 · Rafał Przybylski 2 · Dmitrij Afanasjev 1 · Paweł Ćwikliński 1 · Mateusz Kus 1 · Michał Szyba 1 | 27:20(14:11) | 8 Aleksandr Bushkov · 3 Łukasz Kandora · 3 Arkadiusz Kowalski · 2 Patryk Kuchczyński · 1 Dzmitry Marhun · 1 Kamil Mokrzki · 1 Witalij Nat · 1 Łukasz Stodtko | Hala MOSiR Puławy, Polska Widzów: 650 Sędzia: Mariusz Kałużny, Tomasz Stankiewicz (Opole) |
| 9.15 września 201218:15 | 9× · 3× | 27:20(14:11) | 9× · 3× | Hala MOSiR Puławy, Polska Widzów: 650 Sędzia: Mariusz Kałużny, Tomasz Stankiewicz (Opole) |

| 10.15 września 201217:00 | MMTS Kwidzyn | 43:30(19:13) | Czuwaj Przemyśl | Hala Widowiskowo-Sportowa KCSiR Kwidzyn, Polska Widzów: 1200 Sędzia: Rafał Puszkarski, Arkadiusz Sołodko (Legionowo) |
| 10.15 września 201217:00 | Robert Orzechowski 7 · Adrian Nogowski 6 · Kamil Sadowski 5 · Michał Daszek 4 · Adam Pacześny 4 · Michał Peret 4 · Mateusz Seroka 4 · Tomasz Klinger 2 · Antoni Łangowski 2 · Przemysław Rosiak 2 · Marcin Górski 1 · Maciej Mroczkowski 1 · Patryk Rombel 1 | 43:30(19:13) | 7 Maciej Kubisztal · 6 Paweł Stołowski · 3 Marcin Basiak · 3 Mateusz Kroczek · 3 Damian Misiewicz · 3 Piotr Papaj · 3 Radek Sliwka · 2 Dariusz Kubisztal | Hala Widowiskowo-Sportowa KCSiR Kwidzyn, Polska Widzów: 1200 Sędzia: Rafał Puszkarski, Arkadiusz Sołodko (Legionowo) |
| 10.15 września 201217:00 | 6× · 3× | 43:30(19:13) | 6× · 3× | Hala Widowiskowo-Sportowa KCSiR Kwidzyn, Polska Widzów: 1200 Sędzia: Rafał Puszkarski, Arkadiusz Sołodko (Legionowo) |

| 11.16 września 201217:00 | Tauron Stal Mielec | 28:39(13:18) | Orlen Wisła Płock | Hala MOSiR Mielec, Polska Widzów: 1800 Sędzia: Michał Kopiec (Siemianowice Śląskie), Marcin Zubek (Bytom) |
| 11.16 września 201217:00 | Grzegorz Sobut 8 · Damian Kostrzewa 4 · Michał Chodara 3 · Rafał Gliński 3 · Łukasz Janyst 2 · Kamil Krieger 2 · Damian Krzysztofik 2 · Adam Babicz 1 · Paweł Gawęcki 1 · Mirosław Gudz 1 · Paweł Wilk 1 | 28:39(13:18) | 11 Valentin Ghionea · 9 Michał Kubisztal · 5 Petar Nenadić · 4 Kamil Syprzak · 4 Adam Wiśniewski · 3 Paweł Paczkowski · 2 Muhamed Toromanović · 1 Ferenc Ilyés | Hala MOSiR Mielec, Polska Widzów: 1800 Sędzia: Michał Kopiec (Siemianowice Śląskie), Marcin Zubek (Bytom) |
| 11.16 września 201217:00 | 2× · 2× | 28:39(13:18) | 9× · 2× | Hala MOSiR Mielec, Polska Widzów: 1800 Sędzia: Michał Kopiec (Siemianowice Śląskie), Marcin Zubek (Bytom) |

| 12.15 września 201218:00 | Gaz-System Pogoń Szczecin | 33:28(14:12) | Piotrkowianin Piotrków Trybunalski | Hala sportowa MOSRiR Szczecin, Polska Widzów: 650 Sędzia: Grzegorz Christ (Wrocław), Tomasz Christ (Świdnica) |
| 12.15 września 201218:00 | Wojciech Zydroń 7 · Aleksander Kokoszka 6 · Bartosz Konitz 6 · Mateusz Zaremba 5 · Jacek Wardziński 3 · Nenad Marković 2 · Michal Bruna 1 · Piotr Frelek 1 · Zbigniew Kwiatkowski 1 · Patryk Walczak 1 | 33:28(14:12) | 6 Wojciech Trojanowski · 5 Maciej Pilitowski · 4 Szymon Woynowski · 3 Arkadiusz Miszka · 2 Grzegorz Gomółka · 2 Michał Krawczyk · 2 Tomasz Mróz · 1 Marek Daćko · 1 Roman Požarek · 1 Sebastian Różański · 1 Marcin Tórz | Hala sportowa MOSRiR Szczecin, Polska Widzów: 650 Sędzia: Grzegorz Christ (Wrocław), Tomasz Christ (Świdnica) |
| 12.15 września 201218:00 | 7× · 3× | 33:28(14:12) | 5× · 3× | Hala sportowa MOSRiR Szczecin, Polska Widzów: 650 Sędzia: Grzegorz Christ (Wrocław), Tomasz Christ (Świdnica) |

#### 3. kolejka (22-23 września 2012)
| 13.23 września 201217:00 | Piotrkowianin Piotrków Trybunalski | 27:21(10:13) | Chrobry Głogów | Hala OSiR Relax Piotrków Trybunalski, Polska Widzów: 600 Sędzia: Sebastian Pelc, Jakub Pretzlaf (Rzeszów) |
| 13.23 września 201217:00 | Maciej Pilitowski 6 · Marcin Tórz 6 · Wojciech Trojanowski 6 · Marek Daćko 4 · Sebastian Iskra 2 · Przemysław Matyjasik 2 · Szymon Woynowski 1 | 27:21(10:13) | 5 Jakub Łucak · 4 Maciej Ścigaj · 3 Marek Świtała · 2 Michał Bednarek · 1 Mariusz Gujski · 1 Radosław Jankowski · 1 Krystian Kuta · 1 Tomasz Mochocki · 1 Mateusz Płaczek · 1 Dominik Płócienniczak · 1 Michał Wysokiński | Hala OSiR Relax Piotrków Trybunalski, Polska Widzów: 600 Sędzia: Sebastian Pelc, Jakub Pretzlaf (Rzeszów) |
| 13.23 września 201217:00 | 1× · 3× | 27:21(10:13) | 3× · 3× | Hala OSiR Relax Piotrków Trybunalski, Polska Widzów: 600 Sędzia: Sebastian Pelc, Jakub Pretzlaf (Rzeszów) |

| 14.22 września 201218:00 | Orlen Wisła Płock | 45:32(20:18) | Gaz-System Pogoń Szczecin | Orlen Arena Płock, Polska Widzów: 2500 Sędzia: Damian Demczuk, Tomasz Rosik (Lubin) |
| 14.22 września 201218:00 | Michał Kubisztal 9 · Petar Nenadić 9 · Valentin Ghionea 7 · Nikola Eklemović 4 · Ivan Nikčević 4 · Muhamed Toromanović 4 · Ferenc Ilyés 3 · Paweł Paczkowski 2 · Adam Wiśniewski 2 · Kamil Syprzak 1 | 45:32(20:18) | 8 Mateusz Zaremba · 8 Wojciech Zydroń · 6 Bartosz Konitz · 3 Nenad Marković · 2 Zbigniew Kwiatkowski · 2 Jacek Wardziński · 1 Piotr Frelek · 1 Filip Kliszczyk · 1 Aleksander Kokoszka | Orlen Arena Płock, Polska Widzów: 2500 Sędzia: Damian Demczuk, Tomasz Rosik (Lubin) |
| 14.22 września 201218:00 | 5× · 3× | 45:32(20:18) | 4× · 3× | Orlen Arena Płock, Polska Widzów: 2500 Sędzia: Damian Demczuk, Tomasz Rosik (Lubin) |

| 15.23 września 201218:00 | Czuwaj Przemyśl | 29:32(14:15) | Tauron Stal Mielec | Hala sportowa POSiR Przemyśl, Polska Widzów: 800 Sędzia: Wojciech Bosak, Mirosław Hagdej (Sandomierz) |
| 15.23 września 201218:00 | Paweł Stołowski 11 · Radek Sliwka 5 · Maurycy Kostka 4 · Mateusz Kroczek 3 · Marcin Basiak 2 · Maciej Kubisztal 2 · Dariusz Kubisztal 1 · Piotr Papaj 1 | 29:32(14:15) | 8 Łukasz Janyst · 5 Adam Babicz · 4 Marek Szpera · 3 Rafał Gliński · 3 Damian Kostrzewa · 3 Damian Krzysztofik · 2 Michał Chodara · 2 Paweł Gawęcki · 2 Grzegorz Sobut | Hala sportowa POSiR Przemyśl, Polska Widzów: 800 Sędzia: Wojciech Bosak, Mirosław Hagdej (Sandomierz) |
| 15.23 września 201218:00 | 4× · 3× · 1× | 29:32(14:15) | 8× · 3× · 1× | Hala sportowa POSiR Przemyśl, Polska Widzów: 800 Sędzia: Wojciech Bosak, Mirosław Hagdej (Sandomierz) |

| 16.22 września 201218:00 | NMC Powen Zabrze | 30:34(15:15) | MMTS Kwidzyn | Hala Sportowa Pogoń Zabrze, Polska Widzów: 750 Sędzia: Bartosz Leszczyński, Marcin Piechota (Płock) |
| 16.22 września 201218:00 | Patryk Kuchczyński 7 · Łukasz Stodtko 7 · Kamil Mokrzki 6 · Łukasz Kandora 3 · Adrian Niedośpiał 3 · Sebastian Rumniak 2 · Piotr Adamczak 1 · Witalij Nat 1 | 30:34(15:15) | 9 Robert Orzechowski · 6 Adrian Nogowski · 4 Michał Daszek · 3 Maciej Mroczkowski · 3 Przemysław Rosiak · 3 Mateusz Seroka · 2 Tomasz Klinger · 2 Antoni Łangowski · 2 Michał Peret | Hala Sportowa Pogoń Zabrze, Polska Widzów: 750 Sędzia: Bartosz Leszczyński, Marcin Piechota (Płock) |
| 16.22 września 201218:00 | 5× · 3× | 30:34(15:15) | 5× · 3× · 1× | Hala Sportowa Pogoń Zabrze, Polska Widzów: 750 Sędzia: Bartosz Leszczyński, Marcin Piechota (Płock) |

| 17.23 września 201217:00 | Vive Targi Kielce | 41:29(20:17) | Azoty-Puławy | Hala Legionów, Kielce, Polska Widzów: 3500 Sędzia: Marek Baranowski (Warszawa), Bogdan Lemanowicz (Płock) |
| 17.23 września 201217:00 | Ivan Čupić 10 · Manuel Štrlek 7 · Mateusz Jachlewski 5 · Krzysztof Lijewski 3 · Þórir Ólafsson 3 · Tomasz Rosiński 3 · Michał Jurecki 2 · Željko Musa 2 · Rastko Stojković 2 · Uroš Zorman 2 · Karol Bielecki 1 · Denis Buntić 1 | 41:29(20:17) | 9 Przemysław Krajewski · 4 Mateusz Jankowski · 4 Michał Szyba · 3 Piotr Masłowski · 3 Rafał Przybylski · 3 Krzysztof Tylutki · 2 Mateusz Kus · 1 Paweł Ćwikliński | Hala Legionów, Kielce, Polska Widzów: 3500 Sędzia: Marek Baranowski (Warszawa), Bogdan Lemanowicz (Płock) |
| 17.23 września 201217:00 | 3× · 3× | 41:29(20:17) | 6× · 3× · 2× | Hala Legionów, Kielce, Polska Widzów: 3500 Sędzia: Marek Baranowski (Warszawa), Bogdan Lemanowicz (Płock) |

| 18.23 września 201217:00 | Zagłębie Lubin | 33:22(15:10) | Miedź Legnica | Hala SP nr 14 Lubin, Polska Widzów: 500 Sędzia: Krzysztof Bąk, Kamil Ciesielski (Zielona Góra) |
| 18.23 września 201217:00 | Łukasz Kużdeba 6 · Mateusz Przybylski 6 · Michał Stankiewicz 5 · Michał Bartczak 4 · Dawid Przysiek 4 · Tomasz Kozłowski 2 · Adam Marciniak 2 · Jarosław Paluch 2 · Grzegorz Gowin 1 · Wojciech Gumiński 1 | 33:22(15:10) | 5 Andrzej Brygier · 4 Łukasz Jarowicz · 3 Paweł Gregor · 3 Paweł Wita · 2 Bogumił Buchwald · 1 Jan Czuwara · 1 Wojciech Czuwara · 1 Bartłomiej Koprowski · 1 Michał Prątnicki · 1 Adam Skrabania | Hala SP nr 14 Lubin, Polska Widzów: 500 Sędzia: Krzysztof Bąk, Kamil Ciesielski (Zielona Góra) |
| 18.23 września 201217:00 | 4× · 3× | 33:22(15:10) | 5× · 3× | Hala SP nr 14 Lubin, Polska Widzów: 500 Sędzia: Krzysztof Bąk, Kamil Ciesielski (Zielona Góra) |

#### 4. kolejka (29-30 września 2012)
| 19.29 września 201218:00 | Chrobry Głogów | 24:24(13:11) | Miedź Legnica | Hala Widowiskowo-Sportowa Głogów, Polska Widzów: 1300 Sędzia: Robert Leszczyński, Marek Strzelczyk (Gdańsk) |
| 19.29 września 201218:00 | Mateusz Płaczek 5 · Mariusz Gujski 4 · Radosław Jankowski 3 · Paweł Piętak 3 · Michał Bednarek 2 · Jakub Łucak 2 · Tomasz Mochocki 2 · Marek Świtała 2 · Krystian Kuta 1 | 24:24(13:11) | 8 Michał Prątnicki · 7 Adam Skrabania · 5 Andrzej Kryński · 2 Bogumił Buchwald · 1 Łukasz Jarowicz · 1 Paweł Piwko | Hala Widowiskowo-Sportowa Głogów, Polska Widzów: 1300 Sędzia: Robert Leszczyński, Marek Strzelczyk (Gdańsk) |
| 19.29 września 201218:00 | 4× · 3× | 24:24(13:11) | 8× · 3× | Hala Widowiskowo-Sportowa Głogów, Polska Widzów: 1300 Sędzia: Robert Leszczyński, Marek Strzelczyk (Gdańsk) |

| 20.29 września 201218:00 | Azoty-Puławy | 28:28(15:14) | Zagłębie Lubin | Hala MOSiR Puławy, Polska Widzów: 711 Sędzia: Sebastian Pelc, Jakub Pretzlaf (Rzeszów) |
| 20.29 września 201218:00 | Michał Szyba 7 · Przemysław Krajewski 5 · Krzysztof Łyżwa 5 · Paweł Ćwikliński 3 · Piotr Masłowski 3 · Mateusz Jankowski 2 · Dimitro Zinczuk 2 · Rafał Przybylski 1 | 28:28(15:14) | 7 Wojciech Gumiński · 6 Mateusz Przybylski · 4 Michał Bartczak · 4 Dawid Przysiek · 2 Łukasz Kużdeba · 2 Jarosław Paluch · 2 Dariusz Rosiek · 1 Mikołaj Szymyślik | Hala MOSiR Puławy, Polska Widzów: 711 Sędzia: Sebastian Pelc, Jakub Pretzlaf (Rzeszów) |
| 20.29 września 201218:00 | 6× · 3× | 28:28(15:14) | 5× · 3× | Hala MOSiR Puławy, Polska Widzów: 711 Sędzia: Sebastian Pelc, Jakub Pretzlaf (Rzeszów) |

| 21.26 września 201220:15 | Vive Targi Kielce | 44:27(23:14) | MMTS Kwidzyn | Hala Legionów Kielce, Polska Widzów: 2700 Sędzia: Grzegorz Christ (Wrocław), Tomasz Christ (Świdnica) |
| 21.26 września 201220:15 | Manuel Štrlek 7 · Krzysztof Lijewski 6 · Þórir Ólafsson 6 · Uroš Zorman 6 · Ivan Čupić 5 · Tomasz Rosiński 5 · Rastko Stojković 4 · Michał Jurecki 2 · Denis Buntić 1 · Mateusz Jachlewski 1 · Željko Musa 1 | 44:27(23:14) | 7 Robert Orzechowski · 4 Tomasz Klinger · 4 Antoni Łangowski · 4 Maciej Mroczkowski · 3 Adrian Nogowski · 2 Adam Pacześny · 1 Przemysław Rosiak · 1 Kamil Sadowski · 1 Mateusz Seroka | Hala Legionów Kielce, Polska Widzów: 2700 Sędzia: Grzegorz Christ (Wrocław), Tomasz Christ (Świdnica) |
| 21.26 września 201220:15 | 6× · 3× | 44:27(23:14) | 5× · 3× | Hala Legionów Kielce, Polska Widzów: 2700 Sędzia: Grzegorz Christ (Wrocław), Tomasz Christ (Świdnica) |

- Ze względu na występy Vive Targi Kielce w Lidze Mistrzów oba kluby ustaliły, że pierwszy mecz zostanie rozegrany w Kielcach, natomiast rewanżowy w Kwidzynie.

| 22.29 września 201218:00 | Tauron Stal Mielec | 38:24(20:10) | NMC Powen Zabrze | Hala MOSiR Mielec, Polska Widzów: 800 Sędzia: Andrzej Kierczak, Tomasz Wrona (Kraków) |
| 22.29 września 201218:00 | Michał Chodara 7 · Damian Kostrzewa 7 · Adam Babicz 6 · Rafał Gliński 3 · Łukasz Janyst 3 · Damian Krzysztofik 3 · Grzegorz Sobut 3 · Marek Szpera 3 · Paweł Wilk 3 | 38:24(20:10) | 7 Łukasz Stodtko · 4 Patryk Kuchczyński · 4 Sebastian Rumniak · 2 Dominik Droździk · 2 Witalij Nat · 2 Adrian Niedośpiał · 1 Aleksandr Bushkov · 1 Łukasz Kandora · 1 Kamil Mokrzki | Hala MOSiR Mielec, Polska Widzów: 800 Sędzia: Andrzej Kierczak, Tomasz Wrona (Kraków) |
| 22.29 września 201218:00 | 5× · 3× | 38:24(20:10) | 5× · 3× | Hala MOSiR Mielec, Polska Widzów: 800 Sędzia: Andrzej Kierczak, Tomasz Wrona (Kraków) |

| 23.29 września 201218:00 | Gaz-System Pogoń Szczecin | 43:22(21:10) | Czuwaj Przemyśl | Hala sportowa MOSRiR Szczecin, Polska Widzów: 700 Sędzia: Paweł Kaszubski, Piotr Wojdyr (Gdańsk) |
| 23.29 września 201218:00 | Mateusz Zaremba 9 · Wojciech Zydroń 8 · Patryk Walczak 6 · Paweł Krupa 4 · Jacek Wardziński 4 · Piotr Frelek 3 · Michal Bruna 2 · Aleksander Kokoszka 2 · Nenad Marković 2 · Filip Kliszczyk 1 · Bartosz Konitz 1 · Zbigniew Kwiatkowski 1 | 43:22(21:10) | 6 Radek Sliwka · 4 Maciej Kubisztal · 3 Mateusz Kroczek · 3 Paweł Stołowski · 2 Marcin Basiak · 2 Dariusz Kubisztal · 1 Maurycy Kostka · 1 Damian Misiewicz | Hala sportowa MOSRiR Szczecin, Polska Widzów: 700 Sędzia: Paweł Kaszubski, Piotr Wojdyr (Gdańsk) |
| 23.29 września 201218:00 | 5× · 3× | 43:22(21:10) | 7× · 3× | Hala sportowa MOSRiR Szczecin, Polska Widzów: 700 Sędzia: Paweł Kaszubski, Piotr Wojdyr (Gdańsk) |

| 24.30 września 201217:00 | Piotrkowianin Piotrków Trybunalski | 30:35(20:18) | Orlen Wisła Płock | Hala OSiR Relax Piotrków Trybunalski, Polska Widzów: 500 Sędzia: Mariusz Kałużny, Tomasz Stankiewicz (Opole) |
| 24.30 września 201217:00 | Maciej Pilitowski 7 · Marek Daćko 4 · Przemysław Matyjasik 4 · Tomasz Mróz 4 · Marcin Tórz 3 · Wojciech Trojanowski 3 · Sebastian Iskra 2 · Arkadiusz Miszka 2 · Szymon Woynowski 1 | 30:35(20:18) | 6 Muhamed Toromanović · 5 Valentin Ghionea · 5 Petar Nenadić · 5 Adam Wiśniewski · 3 Michał Kubisztal · 3 Adam Twardo · 2 Nikola Eklemović · 2 Ivan Nikčević · 2 Paweł Paczkowski · 1 Boštjan Kavaš · 1 Kamil Syprzak | Hala OSiR Relax Piotrków Trybunalski, Polska Widzów: 500 Sędzia: Mariusz Kałużny, Tomasz Stankiewicz (Opole) |
| 24.30 września 201217:00 | 4× · 3× | 30:35(20:18) | 4× · 3× | Hala OSiR Relax Piotrków Trybunalski, Polska Widzów: 500 Sędzia: Mariusz Kałużny, Tomasz Stankiewicz (Opole) |

#### 5. kolejka (6-7 października 2012)
| 25.7 października 201219:30 | Orlen Wisła Płock | 38:21(19:11) | Chrobry Głogów | Orlen Arena Płock, Polska Sędzia: Paweł Kaszubski, Piotr Wojdyr (Gdańsk) |
| 25.7 października 201219:30 | Valentin Ghionea 9 · Petar Nenadić 9 · Michał Kubisztal 7 · Ivan Nikčević 4 · Muhamed Toromanović 2 · Adam Wiśniewski 2 · Nikola Eklemović 1 · Ferenc Ilyés 1 · Paweł Paczkowski 1 · Kamil Syprzak 1 · Michał Zołoteńko 1 | 38:21(19:11) | 6 Krystian Kuta · 5 Maciej Ścigaj · 2 Michał Bednarek · 2 Radosław Jankowski · 2 Mateusz Płaczek · 2 Dominik Płócienniczak · 1 Grzegorz Czekałowski · 1 Mariusz Gujski | Orlen Arena Płock, Polska Sędzia: Paweł Kaszubski, Piotr Wojdyr (Gdańsk) |
| 25.7 października 201219:30 | 3× · 2× | 38:21(19:11) | 7× · 3× | Orlen Arena Płock, Polska Sędzia: Paweł Kaszubski, Piotr Wojdyr (Gdańsk) |

| 26.7 października 201218:00 | Czuwaj Przemyśl | 35:38(15:21) | Piotrkowianin Piotrków Trybunalski | Hala sportowa POSiR Przemyśl, Polska Sędzia: Cezary Figarski, Dariusz Żak (Radom) |
| 26.7 października 201218:00 | Paweł Stołowski 12 · Mateusz Kroczek 7 · Maciej Kubisztal 4 · Marcin Basiak 3 · Dariusz Kubisztal 3 · Radek Sliwka 3 · Damian Misiewicz 1 · Bogdan Oliferchuk 1 · Piotr Papaj 1 | 35:38(15:21) | 11 Wojciech Trojanowski · 7 Tomasz Mróz · 7 Marcin Tórz · 5 Marek Daćko · 3 Sebastian Iskra · 2 Maciej Pilitowski · 2 Szymon Woynowski · 1 Przemysław Matyjasik | Hala sportowa POSiR Przemyśl, Polska Sędzia: Cezary Figarski, Dariusz Żak (Radom) |
| 26.7 października 201218:00 | 7× · 3× | 35:38(15:21) | 11× · 3× · 1× | Hala sportowa POSiR Przemyśl, Polska Sędzia: Cezary Figarski, Dariusz Żak (Radom) |

| 27.6 października 201219:00 | NMC Powen Zabrze | 27:25(12:13) | Gaz-System Pogoń Szczecin | Hala Sportowa Pogoń Zabrze, Polska Sędzia: Marek Baranowski (Warszawa), Bogdan Lemanowicz (Płock) |
| 27.6 października 201219:00 | Łukasz Stodtko 7 · Aleksandr Bushkov 5 · Witalij Nat 5 · Dominik Droździk 2 · Grzegorz Garbacz 2 · Adrian Niedośpiał 2 · Łukasz Kandora 1 · Arkadiusz Kowalski 1 · Patryk Kuchczyński 1 · Daniel Żółtak 1 | 27:25(12:13) | 5 Bartosz Konitz · 4 Mateusz Zaremba · 3 Michal Bruna · 3 Nenad Marković · 3 Jacek Wardziński · 3 Wojciech Zydroń · 2 Piotr Frelek · 1 Paweł Krupa · 1 Zbigniew Kwiatkowski | Hala Sportowa Pogoń Zabrze, Polska Sędzia: Marek Baranowski (Warszawa), Bogdan Lemanowicz (Płock) |
| 27.6 października 201219:00 | 6× · 3× | 27:25(12:13) | 5× · 3× | Hala Sportowa Pogoń Zabrze, Polska Sędzia: Marek Baranowski (Warszawa), Bogdan Lemanowicz (Płock) |

| 28.3 października 201218:30 | Vive Targi Kielce | 39:33(20:16) | Tauron Stal Mielec | Hala Legionów, Kielce, Polska Widzów: 2900 Sędzia: Rafał Krawczyk (Łaziska Górne), Grzegorz Wojtyczka (Chorzów) |
| 28.3 października 201218:30 | Tomasz Rosiński 7 · Karol Bielecki 6 · Þórir Ólafsson 5 · Rastko Stojković 4 · Denis Buntić 3 · Ivan Čupić 3 · Krzysztof Lijewski 3 · Michał Jurecki 2 · Željko Musa 2 · Bartłomiej Tomczak 2 · Mateusz Jachlewski 1 · Manuel Štrlek 1 | 39:33(20:16) | 9 Rafał Gliński · 6 Adam Babicz · 4 Łukasz Janyst · 4 Damian Krzysztofik · 2 Michał Chodara · 2 Paweł Gawęcki · 2 Mirosław Gudz · 2 Marek Szpera · 1 Hubert Kornecki · 1 Damian Kostrzewa | Hala Legionów, Kielce, Polska Widzów: 2900 Sędzia: Rafał Krawczyk (Łaziska Górne), Grzegorz Wojtyczka (Chorzów) |
| 28.3 października 201218:30 | 2× · 3× | 39:33(20:16) | 5× · 2× | Hala Legionów, Kielce, Polska Widzów: 2900 Sędzia: Rafał Krawczyk (Łaziska Górne), Grzegorz Wojtyczka (Chorzów) |

| 29.6 października 201218:00 | Zagłębie Lubin | 27:34(16:13) | MMTS Kwidzyn | Hala SP nr 14 Lubin, Polska Sędzia: Andrzej Kierczak, Tomasz Wrona (Kraków) |
| 29.6 października 201218:00 | Dawid Przysiek 7 · Mateusz Przybylski 4 · Michał Bartczak 3 · Wojciech Gumiński 3 · Dariusz Rosiek 3 · Michał Stankiewicz 3 · Grzegorz Gowin 1 · Tomasz Kozłowski 1 · Adam Marciniak 1 · Jarosław Paluch 1 | 27:34(16:13) | 9 Robert Orzechowski · 6 Michał Daszek · 5 Tomasz Klinger · 4 Adrian Nogowski · 3 Maciej Mroczkowski · 2 Przemysław Rosiak · 2 Mateusz Seroka · 1 Antoni Łangowski · 1 Patryk Rombel · 1 Kamil Sadowski | Hala SP nr 14 Lubin, Polska Sędzia: Andrzej Kierczak, Tomasz Wrona (Kraków) |
| 29.6 października 201218:00 | 5× · 3× · 1× | 27:34(16:13) | 6× · 2× | Hala SP nr 14 Lubin, Polska Sędzia: Andrzej Kierczak, Tomasz Wrona (Kraków) |

| 30.6 października 201218:00 | Miedź Legnica | 24:31(11:18) | Azoty-Puławy | Hala Dolnośląskich Olimpijczyków Legnica, Polska Sędzia: Mariusz Kałużny, Tomasz Stankiewicz (Opole) |
| 30.6 października 201218:00 | Andrzej Kryński 5 · Adam Skrabania 5 · Kacper Adamski 4 · Łukasz Jarowicz 2 · Bartłomiej Koprowski 2 · Michał Prątnicki 2 · Jan Czuwara 1 · Paweł Gregor 1 · Paweł Piwko 1 · Adrian Wojkowski 1 | 24:31(11:18) | 9 Przemysław Krajewski · 4 Mateusz Kus · 4 Piotr Masłowski · 4 Michał Szyba · 4 Krzysztof Tylutki · 3 Paweł Ćwikliński · 2 Mateusz Jankowski · 1 Krzysztof Łyżwa | Hala Dolnośląskich Olimpijczyków Legnica, Polska Sędzia: Mariusz Kałużny, Tomasz Stankiewicz (Opole) |
| 30.6 października 201218:00 | 3× · 3× | 24:31(11:18) | 5× · 3× | Hala Dolnośląskich Olimpijczyków Legnica, Polska Sędzia: Mariusz Kałużny, Tomasz Stankiewicz (Opole) |

#### 6. kolejka (13-14 października 2012)
| 31.14 października 201217:00 | Chrobry Głogów | 25:31(14:15) | Azoty-Puławy | Hala Widowiskowo-Sportowa Głogów, Polska Widzów: 1000 Sędzia: Grzegorz Budziosz (Chęciny), Tomasz Olesiński (Kielce) |
| 31.14 października 201217:00 | Mateusz Płaczek 5 · Michał Bednarek 4 · Krystian Kuta 4 · Mariusz Gujski 3 · Jakub Łucak 2 · Tomasz Mochocki 2 · Paweł Piętak 2 · Grzegorz Czekałowski 1 · Radosław Jankowski 1 · Maciej Ścigaj 1 | 25:31(14:15) | 8 Przemysław Krajewski · 6 Krzysztof Łyżwa · 6 Piotr Masłowski · 5 Michał Szyba · 3 Rafał Przybylski · 2 Mateusz Jankowski · 1 Dimitro Zinczuk | Hala Widowiskowo-Sportowa Głogów, Polska Widzów: 1000 Sędzia: Grzegorz Budziosz (Chęciny), Tomasz Olesiński (Kielce) |
| 31.14 października 201217:00 | 2× · 3× | 25:31(14:15) | 4× · 3× | Hala Widowiskowo-Sportowa Głogów, Polska Widzów: 1000 Sędzia: Grzegorz Budziosz (Chęciny), Tomasz Olesiński (Kielce) |

| 32.13 października 201217:00 | MMTS Kwidzyn | 28:23(14:11) | Miedź Legnica | Hala Widowiskowo-Sportowa KCSiR Kwidzyn, Polska Widzów: 700 Sędzia: Grzegorz Młyński (Zwoleń), Bartłomiej Skwarek (Warszawa) |
| 32.13 października 201217:00 | Michał Peret 7 · Antoni Łangowski 4 · Adrian Nogowski 4 · Robert Orzechowski 3 · Michał Daszek 2 · Tomasz Klinger 2 · Maciej Mroczkowski 2 · Mateusz Seroka 2 · Przemysław Rosiak 1 · Kamil Sadowski 1 | 28:23(14:11) | 6 Adam Skrabania · 5 Kacper Adamski · 4 Michał Prątnicki · 2 Bogumił Buchwald · 2 Wojciech Czuwara · 2 Łukasz Jarowicz · 1 Paweł Gregor · 1 Andrzej Kryński | Hala Widowiskowo-Sportowa KCSiR Kwidzyn, Polska Widzów: 700 Sędzia: Grzegorz Młyński (Zwoleń), Bartłomiej Skwarek (Warszawa) |
| 32.13 października 201217:00 | 4× · 1× | 28:23(14:11) | 2× · 3× | Hala Widowiskowo-Sportowa KCSiR Kwidzyn, Polska Widzów: 700 Sędzia: Grzegorz Młyński (Zwoleń), Bartłomiej Skwarek (Warszawa) |

| 33.10 października 201218:00 | Tauron Stal Mielec | 36:29(18:11) | Zagłębie Lubin | Hala MOSiR Mielec, Polska Widzów: 850 Sędzia: Rafał Puszkarski, Arkadiusz Sołodko (Legionowo) |
| 33.10 października 201218:00 | Marek Szpera 10 · Damian Kostrzewa 9 · Michał Chodara 4 · Grzegorz Sobut 4 · Paweł Wilk 3 · Adam Babicz 2 · Rafał Gliński 2 · Damian Krzysztofik 2 | 36:29(18:11) | 8 Michał Bartczak · 8 Wojciech Gumiński · 7 Dawid Przysiek · 2 Mateusz Przybylski · 1 Grzegorz Gowin · 1 Adam Marciniak · 1 Michał Stankiewicz · 1 Mikołaj Szymyślik | Hala MOSiR Mielec, Polska Widzów: 850 Sędzia: Rafał Puszkarski, Arkadiusz Sołodko (Legionowo) |
| 33.10 października 201218:00 | 6× · 1× | 36:29(18:11) | 3× · 3× | Hala MOSiR Mielec, Polska Widzów: 850 Sędzia: Rafał Puszkarski, Arkadiusz Sołodko (Legionowo) |

| 34.9 października 201218:00 | Gaz-System Pogoń Szczecin | 28:39(11:18) | Vive Targi Kielce | Hala sportowa MOSRiR Szczecin, Polska Widzów: 730 Sędzia: Robert Leszczyński, Marek Strzelczyk (Gdańsk) |
| 34.9 października 201218:00 | Jacek Wardziński 6 · Piotr Frelek 5 · Michal Bruna 4 · Bartosz Konitz 3 · Aleksander Kokoszka 2 · Zbigniew Kwiatkowski 2 · Nenad Marković 2 · Mateusz Zaremba 2 · Filip Kliszczyk 1 · Patryk Walczak 1 | 28:39(11:18) | 10 Ivan Čupić · 4 Karol Bielecki · 4 Mateusz Jachlewski · 3 Michał Jurecki · 3 Tomasz Rosiński · 3 Rastko Stojković · 2 Denis Buntić · 2 Krzysztof Lijewski · 2 Þórir Ólafsson · 2 Manuel Štrlek · 2 Uroš Zorman · 1 Željko Musa · 1 Bartłomiej Tomczak | Hala sportowa MOSRiR Szczecin, Polska Widzów: 730 Sędzia: Robert Leszczyński, Marek Strzelczyk (Gdańsk) |
| 34.9 października 201218:00 | 1× · 3× | 28:39(11:18) | 6× · 3× | Hala sportowa MOSRiR Szczecin, Polska Widzów: 730 Sędzia: Robert Leszczyński, Marek Strzelczyk (Gdańsk) |

| 35.13 października 201218:00 | Piotrkowianin Piotrków Trybunalski | 22:23(8:11) | NMC Powen Zabrze | Hala OSiR Relax Piotrków Trybunalski, Polska Widzów: 400 Sędzia: Wojciech Bosak, Mirosław Hagdej (Sandomierz) |
| 35.13 października 201218:00 | Marcin Tórz 7 · Arkadiusz Miszka 6 · Maciej Pilitowski 2 · Wojciech Trojanowski 2 · Sebastian Iskra 1 · Przemysław Matyjasik 1 · Tomasz Mróz 1 · Sebastian Różański 1 · Szymon Woynowski 1 | 22:23(8:11) | 8 Łukasz Stodtko · 4 Sebastian Rumniak · 3 Dominik Droździk · 2 Piotr Adamczak · 2 Aleksandr Bushkov · 2 Adrian Niedośpiał · 1 Patryk Kuchczyński · 1 Witalij Nat | Hala OSiR Relax Piotrków Trybunalski, Polska Widzów: 400 Sędzia: Wojciech Bosak, Mirosław Hagdej (Sandomierz) |
| 35.13 października 201218:00 | 2× · 3× | 22:23(8:11) | 9× · 3× · 1× | Hala OSiR Relax Piotrków Trybunalski, Polska Widzów: 400 Sędzia: Wojciech Bosak, Mirosław Hagdej (Sandomierz) |

| 36.11 października 201217:00 | Czuwaj Przemyśl | 25:42(12:20) | Orlen Wisła Płock | Orlen Arena Płock, Polska Widzów: 600 Sędzia: Igor Dębski, Artur Rodacki (Kielce) |
| 36.11 października 201217:00 | Marcin Basiak 6 · Maciej Kubisztal 5 · Mateusz Kroczek 4 · Paweł Stołowski 4 · Radek Sliwka 3 · Piotr Papaj 2 · Damian Misiewicz 1 | 25:42(12:20) | 7 Paweł Paczkowski · 6 Adam Wiśniewski · 5 Valentin Ghionea · 5 Ferenc Ilyés · 5 Petar Nenadić · 4 Kamil Syprzak · 3 Ivan Nikčević · 2 Nikola Eklemović · 2 Boštjan Kavaš · 2 Christian Spanne · 1 Michał Kubisztal | Orlen Arena Płock, Polska Widzów: 600 Sędzia: Igor Dębski, Artur Rodacki (Kielce) |
| 36.11 października 201217:00 | 1× · 3× | 25:42(12:20) | 4× · 3× | Orlen Arena Płock, Polska Widzów: 600 Sędzia: Igor Dębski, Artur Rodacki (Kielce) |

#### 7. kolejka (20-21 października 2012)
| 37.20 października 201218:00 | Czuwaj Przemyśl | 29:34(14:14) | Chrobry Głogów | Hala sportowa POSiR Przemyśl, Polska Widzów: 520 Sędzia: Kamil Dąbrowski, Sławomir Kołodziej (Kielce) |
| 37.20 października 201218:00 | Paweł Stołowski 14 · Radek Sliwka 5 · Dariusz Kubisztal 3 · Marcin Basiak 2 · Bogdan Oliferchuk 2 · Maurycy Kostka 1 · Mateusz Kroczek 1 · Paweł Sar 1 | 29:34(14:14) | 6 Radosław Jankowski · 6 Tomasz Mochocki · 6 Maciej Ścigaj · 5 Dominik Płócienniczak · 4 Marek Świtała · 3 Michał Bednarek · 2 Michał Wysokiński · 1 Jakub Łucak · 1 Paweł Piętak | Hala sportowa POSiR Przemyśl, Polska Widzów: 520 Sędzia: Kamil Dąbrowski, Sławomir Kołodziej (Kielce) |
| 37.20 października 201218:00 | 3× · 3× | 29:34(14:14) | 7× · 3× | Hala sportowa POSiR Przemyśl, Polska Widzów: 520 Sędzia: Kamil Dąbrowski, Sławomir Kołodziej (Kielce) |

| 38.21 października 201217:00 | NMC Powen Zabrze | 26:32(13:18) | Orlen Wisła Płock | Hala Sportowa Pogoń Zabrze, Polska Widzów: 850 Sędzia: Krzysztof Bąk, Kamil Ciesielski (Zielona Góra) |
| 38.21 października 201217:00 | Aleksandr Bushkov 7 · Kamil Mokrzki 5 · Sebastian Rumniak 5 · Arkadiusz Kowalski 4 · Łukasz Stodtko 3 · Grzegorz Garbacz 1 · Patryk Kuchczyński 1 | 26:32(13:18) | 8 Adam Wiśniewski · 5 Valentin Ghionea · 5 Petar Nenadić · 4 Michał Kubisztal · 4 Kamil Syprzak · 2 Nikola Eklemović · 2 Boštjan Kavaš · 1 Paweł Paczkowski · 1 Muhamed Toromanović | Hala Sportowa Pogoń Zabrze, Polska Widzów: 850 Sędzia: Krzysztof Bąk, Kamil Ciesielski (Zielona Góra) |
| 38.21 października 201217:00 | 8× · 3× | 26:32(13:18) | 4× · 3× | Hala Sportowa Pogoń Zabrze, Polska Widzów: 850 Sędzia: Krzysztof Bąk, Kamil Ciesielski (Zielona Góra) |

| 39.17 października 201218:30 | Vive Targi Kielce | 46:31(20:17) | Piotrkowianin Piotrków Trybunalski | Hala Legionów, Kielce, Polska Widzów: 1500 Sędzia: Michał Kopiec (Siemianowice Śląskie), Marcin Zubek (Bytom) |
| 39.17 października 201218:30 | Ivan Čupić 9 · Grzegorz Tkaczyk 6 · Željko Musa 5 · Þórir Ólafsson 5 · Manuel Štrlek 5 · Karol Bielecki 4 · Denis Buntić 4 · Bartłomiej Tomczak 4 · Uroš Zorman 2 · Michał Jurecki 1 · Rastko Stojković 1 | 46:31(20:17) | 7 Sebastian Iskra · 7 Wojciech Trojanowski · 5 Szymon Woynowski · 3 Sylwester Skalski · 2 Marek Daćko · 2 Maciej Pilitowski · 2 Marcin Tórz · 1 Grzegorz Gomółka · 1 Michał Krawczyk · 1 Arkadiusz Miszka | Hala Legionów, Kielce, Polska Widzów: 1500 Sędzia: Michał Kopiec (Siemianowice Śląskie), Marcin Zubek (Bytom) |
| 39.17 października 201218:30 | 3× · 3× | 46:31(20:17) | 2× · 3× | Hala Legionów, Kielce, Polska Widzów: 1500 Sędzia: Michał Kopiec (Siemianowice Śląskie), Marcin Zubek (Bytom) |

| 40.20 października 201218:00 | Zagłębie Lubin | 29:27(14:13) | Gaz-System Pogoń Szczecin | Hala SP nr 14 Lubin, Polska Widzów: 400 Sędzia: Rafał Krawczyk (Łaziska Górne), Grzegorz Wojtyczka (Chorzów) |
| 40.20 października 201218:00 | Michał Bartczak 8 · Wojciech Gumiński 8 · Dawid Przysiek 4 · Michał Stankiewicz 4 · Adam Marciniak 2 · Dariusz Rosiek 2 · Mateusz Przybylski 1 | 29:27(14:13) | 7 Wojciech Zydroń · 6 Mateusz Zaremba · 3 Nenad Marković · 3 Jacek Wardziński · 2 Michal Bruna · 2 Aleksander Kokoszka · 2 Bartosz Konitz · 1 Piotr Frelek · 1 Zbigniew Kwiatkowski | Hala SP nr 14 Lubin, Polska Widzów: 400 Sędzia: Rafał Krawczyk (Łaziska Górne), Grzegorz Wojtyczka (Chorzów) |
| 40.20 października 201218:00 | 6× · 1× · 1× | 29:27(14:13) | 4× · 3× | Hala SP nr 14 Lubin, Polska Widzów: 400 Sędzia: Rafał Krawczyk (Łaziska Górne), Grzegorz Wojtyczka (Chorzów) |

| 41.17 października 201218:00 | Miedź Legnica                                                                                     | 17:28(8:14) | Tauron Stal Mielec | Hala Dolnośląskich Olimpijczyków Legnica, Polska Widzów: 300 Sędzia: Cezary Figarski, Dariusz Żak (Radom) |
| 41.17 października 201218:00 | Paweł Gregor 10 · Andrzej Kryński 3 · Bogumił Buchwald 2 · Andrzej Brygier 1 · Michał Prątnicki 1 | 17:28(8:14) | 6 Michał Chodara · 5 Marek Szpera · 4 Grzegorz Sobut · 3 Paweł Gawęcki · 3 Damian Krzysztofik · 3 Paweł Wilk · 2 Adam Babicz · 2 Rafał Gliński | Hala Dolnośląskich Olimpijczyków Legnica, Polska Widzów: 300 Sędzia: Cezary Figarski, Dariusz Żak (Radom) |
| 41.17 października 201218:00 | 7× · 3× · 1×                                                                                      | 17:28(8:14) | 1× · 3× | Hala Dolnośląskich Olimpijczyków Legnica, Polska Widzów: 300 Sędzia: Cezary Figarski, Dariusz Żak (Radom) |

| 42.20 października 201218:00 | Azoty-Puławy | 30:28(13:13) | MMTS Kwidzyn | Hala MOSiR Puławy, Polska Widzów: 700 Sędzia: Andrzej Kierczak, Tomasz Wrona (Kraków) |
| 42.20 października 201218:00 | Przemysław Krajewski 8 · Michał Szyba 6 · Krzysztof Łyżwa 5 · Piotr Masłowski 4 · Dimitro Zinczuk 3 · Mateusz Jankowski 2 · Dmitrij Afanasjev 1 · Paweł Ćwikliński 1 | 30:28(13:13) | 8 Adrian Nogowski · 5 Michał Daszek · 4 Michał Adamuszek · 4 Maciej Mroczkowski · 3 Robert Orzechowski · 3 Michał Peret · 1 Adam Pacześny | Hala MOSiR Puławy, Polska Widzów: 700 Sędzia: Andrzej Kierczak, Tomasz Wrona (Kraków) |
| 42.20 października 201218:00 | 8× · 3× · 1× | 30:28(13:13) | 4× · 2× | Hala MOSiR Puławy, Polska Widzów: 700 Sędzia: Andrzej Kierczak, Tomasz Wrona (Kraków) |

#### 8. kolejka (10-11 listopada 2012)
| 43.10 listopada 201219:00 | Chrobry Głogów | 25:26(12:9) | MMTS Kwidzyn | Hala Widowiskowo-Sportowa Głogów, Polska Widzów: 1050 Sędzia: Rafał Puszkarski, Arkadiusz Sołodko (Legionowo) |
| 43.10 listopada 201219:00 | Dominik Płócienniczak 5 · Tomasz Mochocki 4 · Jakub Łucak 3 · Mateusz Płaczek 3 · Marek Świtała 3 · Mariusz Gujski 2 · Radosław Jankowski 2 · Michał Bednarek 1 · Grzegorz Czekałowski 1 · Michał Wysokiński 1 | 25:26(12:9) | 9 Michał Adamuszek · 6 Robert Orzechowski · 2 Michał Daszek · 2 Maciej Mroczkowski · 2 Michał Peret · 2 Mateusz Seroka · 1 Tomasz Klinger · 1 Adrian Nogowski · 1 Adam Pacześny | Hala Widowiskowo-Sportowa Głogów, Polska Widzów: 1050 Sędzia: Rafał Puszkarski, Arkadiusz Sołodko (Legionowo) |
| 43.10 listopada 201219:00 | 6× · 2× | 25:26(12:9) | 4× · 3× · 1× | Hala Widowiskowo-Sportowa Głogów, Polska Widzów: 1050 Sędzia: Rafał Puszkarski, Arkadiusz Sołodko (Legionowo) |

| 44.11 listopada 201217:00 | Tauron Stal Mielec | 26:26(11:11) | Azoty-Puławy | Hala MOSiR Mielec, Polska Widzów: 1900 Sędzia: Marek Baranowski (Warszawa), Bogdan Lemanowicz (Płock) |
| 44.11 listopada 201217:00 | Damian Kostrzewa 7 · Rafał Gliński 4 · Grzegorz Sobut 4 · Marek Szpera 4 · Paweł Wilk 4 · Damian Krzysztofik 2 · Kamil Krieger 1 | 26:26(11:11) | 8 Krzysztof Łyżwa · 5 Przemysław Krajewski · 5 Rafał Przybylski · 4 Piotr Masłowski · 2 Michał Szyba · 1 Dmitrij Afanasjev · 1 Mateusz Kus | Hala MOSiR Mielec, Polska Widzów: 1900 Sędzia: Marek Baranowski (Warszawa), Bogdan Lemanowicz (Płock) |
| 44.11 listopada 201217:00 | 5× · 3× · 1× | 26:26(11:11) | 10× · 3× · 1× | Hala MOSiR Mielec, Polska Widzów: 1900 Sędzia: Marek Baranowski (Warszawa), Bogdan Lemanowicz (Płock) |

| 45.10 listopada 201218:30 | Gaz-System Pogoń Szczecin                                                                                          | 27:18(17:8) | Miedź Legnica | Hala sportowa MOSRiR Szczecin, Polska Widzów: 600 Sędzia: Krzysztof Bąk, Kamil Ciesielski (Zielona Góra) |
| 45.10 listopada 201218:30 | Wojciech Zydroń 12 · Michal Bruna 6 · Mateusz Zaremba 4 · Bartosz Konitz 2 · Jacek Wardziński 2 · Patryk Walczak 1 | 27:18(17:8) | 4 Adam Skrabania · 3 Bartłomiej Koprowski · 3 Paweł Piwko · 3 Adrian Wojkowski · 2 Bogumił Buchwald · 1 Wojciech Czuwara · 1 Paweł Gregor · 1 Andrzej Kryński | Hala sportowa MOSRiR Szczecin, Polska Widzów: 600 Sędzia: Krzysztof Bąk, Kamil Ciesielski (Zielona Góra) |
| 45.10 listopada 201218:30 | 5× · 3× | 27:18(17:8) | 4× · 3× · 1× | Hala sportowa MOSRiR Szczecin, Polska Widzów: 600 Sędzia: Krzysztof Bąk, Kamil Ciesielski (Zielona Góra) |

| 46.10 listopada 201218:00 | Piotrkowianin Piotrków Trybunalski | 32:36(17:15) | Zagłębie Lubin | Hala OSiR Relax Piotrków Trybunalski, Polska Widzów: 500 Sędzia: Igor Dębski, Artur Rodacki (Kielce) |
| 46.10 listopada 201218:00 | Wojciech Trojanowski 8 · Maciej Pilitowski 6 · Szymon Woynowski 6 · Marek Daćko 4 · Arkadiusz Miszka 2 · Tomasz Mróz 2 · Marcin Tórz 2 · Sebastian Iskra 1 · Michał Krawczyk 1 | 32:36(17:15) | 10 Wojciech Gumiński · 8 Mikołaj Szymyślik · 6 Michał Bartczak · 4 Michał Stankiewicz · 3 Jarosław Paluch · 2 Grzegorz Gowin · 2 Dawid Przysiek · 1 Dariusz Rosiek | Hala OSiR Relax Piotrków Trybunalski, Polska Widzów: 500 Sędzia: Igor Dębski, Artur Rodacki (Kielce) |
| 46.10 listopada 201218:00 | 6× · 3× | 32:36(17:15) | 7× · 3× · 1× | Hala OSiR Relax Piotrków Trybunalski, Polska Widzów: 500 Sędzia: Igor Dębski, Artur Rodacki (Kielce) |

| 47.10 listopada 201217:00 | Orlen Wisła Płock | 32:25(16:16) | Vive Targi Kielce | Orlen Arena Płock, Polska Widzów: 5400 Sędzia: Paweł Kaszubski, Piotr Wojdyr (Gdańsk) |
| 47.10 listopada 201217:00 | Petar Nenadić 7 · Valentin Ghionea 6 · Ivan Nikčević 4 · Muhamed Toromanović 4 · Michał Kubisztal 3 · Adam Wiśniewski 3 · Nikola Eklemović 2 · Boštjan Kavaš 2 · Paweł Paczkowski 1 | 32:25(16:16) | 7 Manuel Štrlek · 5 Ivan Čupić · 4 Michał Jurecki · 3 Uroš Zorman · 2 Krzysztof Lijewski · 1 Denis Buntić · 1 Mateusz Jachlewski · 1 Rastko Stojković · 1 Grzegorz Tkaczyk | Orlen Arena Płock, Polska Widzów: 5400 Sędzia: Paweł Kaszubski, Piotr Wojdyr (Gdańsk) |
| 47.10 listopada 201217:00 | 4× · 3× | 32:25(16:16) | 3× · 3× | Orlen Arena Płock, Polska Widzów: 5400 Sędzia: Paweł Kaszubski, Piotr Wojdyr (Gdańsk) |

| 48.10 listopada 201218:00 | Czuwaj Przemyśl | 26:25(10:12) | NMC Powen Zabrze | Hala sportowa POSiR Przemyśl, Polska Widzów: 500 Sędzia: Grzegorz Budziosz (Chęciny), Tomasz Olesiński (Kielce) |
| 48.10 listopada 201218:00 | Paweł Stołowski 7 · Mateusz Kroczek 6 · Marcin Basiak 4 · Maciej Kubisztal 3 · Radek Sliwka 3 · Bogdan Oliferchuk 2 · Dariusz Kubisztal 1 | 26:25(10:12) | 5 Aleksandr Bushkov · 5 Łukasz Stodtko · 3 Łukasz Kandora · 3 Witalij Nat · 3 Sebastian Rumniak · 2 Grzegorz Garbacz · 2 Kamil Mokrzki · 1 Arkadiusz Kowalski · 1 Remigiusz Lasoń | Hala sportowa POSiR Przemyśl, Polska Widzów: 500 Sędzia: Grzegorz Budziosz (Chęciny), Tomasz Olesiński (Kielce) |
| 48.10 listopada 201218:00 | 5× · 3× | 26:25(10:12) | 4× · 3× | Hala sportowa POSiR Przemyśl, Polska Widzów: 500 Sędzia: Grzegorz Budziosz (Chęciny), Tomasz Olesiński (Kielce) |

#### 9. kolejka (17-18 listopada 2012)
| 49.17 listopada 201218:00 | NMC Powen Zabrze | 22:19(9:11) | Chrobry Głogów | Hala Sportowa Pogoń Zabrze, Polska Widzów: 450 Sędzia: Sebastian Pelc, Jakub Pretzlaf (Rzeszów) |
| 49.17 listopada 201218:00 | Aleksandr Bushkov 7 · Łukasz Kandora 3 · Łukasz Stodtko 3 · Remigiusz Lasoń 2 · Witalij Nat 2 · Daniel Żółtak 2 · Grzegorz Garbacz 1 · Arkadiusz Kowalski 1 · Patryk Kuchczyński 1 | 22:19(9:11) | 4 Jakub Łucak · 3 Krystian Kuta · 3 Mateusz Płaczek · 2 Tomasz Mochocki · 1 Michał Bednarek · 1 Grzegorz Czekałowski · 1 Mariusz Gujski · 1 Radosław Jankowski · 1 Paweł Piętak · 1 Dominik Płócienniczak · 1 Marek Świtała | Hala Sportowa Pogoń Zabrze, Polska Widzów: 450 Sędzia: Sebastian Pelc, Jakub Pretzlaf (Rzeszów) |
| 49.17 listopada 201218:00 | 2× · 3× | 22:19(9:11) | 3× · 3× | Hala Sportowa Pogoń Zabrze, Polska Widzów: 450 Sędzia: Sebastian Pelc, Jakub Pretzlaf (Rzeszów) |

| 50.14 listopada 201218:30 | Vive Targi Kielce | 44:14(26:7) | Czuwaj Przemyśl | Hala Legionów, Kielce, Polska Widzów: 3000 Sędzia: Grzegorz Młyński (Zwoleń), Bartłomiej Skwarek (Warszawa) |
| 50.14 listopada 201218:30 | Željko Musa 7 · Krzysztof Lijewski 6 · Karol Bielecki 5 · Ivan Čupić 5 · Mateusz Jachlewski 5 · Þórir Ólafsson 5 · Piotr Grabarczyk 3 · Bartłomiej Tomczak 3 · Denis Buntić 2 · Michał Jurecki 1 · Tomasz Rosiński 1 · Uroš Zorman 1 | 44:14(26:7) | 3 Marcin Basiak · 3 Paweł Stołowski · 2 Radek Sliwka · 1 Krzysztof Błażkowski · 1 Maurycy Kostka · 1 Mateusz Kroczek · 1 Dariusz Kubisztal · 1 Maciej Kubisztal · 1 Damian Misiewicz | Hala Legionów, Kielce, Polska Widzów: 3000 Sędzia: Grzegorz Młyński (Zwoleń), Bartłomiej Skwarek (Warszawa) |
| 50.14 listopada 201218:30 | 2× · 3× | 44:14(26:7) | 3× · 3× | Hala Legionów, Kielce, Polska Widzów: 3000 Sędzia: Grzegorz Młyński (Zwoleń), Bartłomiej Skwarek (Warszawa) |

| 51.16 listopada 201220:00 | Zagłębie Lubin | 31:38(17:19) | Orlen Wisła Płock | Hala SP nr 14 Lubin, Polska Widzów: 350 Sędzia: Mariusz Kałużny, Tomasz Stankiewicz (Opole) |
| 51.16 listopada 201220:00 | Wojciech Gumiński 8 · Michał Bartczak 7 · Mikołaj Szymyślik 5 · Adam Marciniak 4 · Jarosław Paluch 2 · Dawid Przysiek 2 · Michał Stankiewicz 2 · Mateusz Kowalczyk 1 | 31:38(17:19) | 8 Boštjan Kavaš · 7 Valentin Ghionea · 7 Adam Wiśniewski · 5 Michał Kubisztal · 5 Petar Nenadić · 3 Muhamed Toromanović · 2 Nikola Eklemović · 1 Ferenc Ilyés | Hala SP nr 14 Lubin, Polska Widzów: 350 Sędzia: Mariusz Kałużny, Tomasz Stankiewicz (Opole) |
| 51.16 listopada 201220:00 | 4× · 3× | 31:38(17:19) | 3× · 3× | Hala SP nr 14 Lubin, Polska Widzów: 350 Sędzia: Mariusz Kałużny, Tomasz Stankiewicz (Opole) |

| 52.17 listopada 201218:00 | Miedź Legnica | 27:23(13:10) | Piotrkowianin Piotrków Trybunalski | Hala Dolnośląskich Olimpijczyków Legnica, Polska Widzów: 400 Sędzia: Andrzej Rajkiewicz, Jakub Tarczykowski (Szczecin) |
| 52.17 listopada 201218:00 | Bogumił Buchwald 7 · Adam Skrabania 6 · Michał Prątnicki 5 · Paweł Piwko 4 · Paweł Gregor 3 · Łukasz Jarowicz 1 · Paweł Wita 1 | 27:23(13:10) | 8 Wojciech Trojanowski · 5 Marek Daćko · 3 Szymon Woynowski · 2 Przemysław Matyjasik · 2 Arkadiusz Miszka · 2 Maciej Pilitowski · 1 Sebastian Iskra | Hala Dolnośląskich Olimpijczyków Legnica, Polska Widzów: 400 Sędzia: Andrzej Rajkiewicz, Jakub Tarczykowski (Szczecin) |
| 52.17 listopada 201218:00 | 5× · 3× | 27:23(13:10) | 6× · 3× | Hala Dolnośląskich Olimpijczyków Legnica, Polska Widzów: 400 Sędzia: Andrzej Rajkiewicz, Jakub Tarczykowski (Szczecin) |

| 53.17 listopada 201218:00 | Azoty-Puławy | 29:22(14:12) | Gaz-System Pogoń Szczecin | Hala MOSiR Puławy, Polska Widzów: 711 Sędzia: Rafał Puszkarski, Arkadiusz Sołodko (Legionowo) |
| 53.17 listopada 201218:00 | Krzysztof Łyżwa 10 · Przemysław Krajewski 5 · Piotr Masłowski 5 · Paweł Ćwikliński 3 · Mateusz Kus 2 · Rafał Przybylski 2 · Michał Bałwas 1 · Dimitro Zinczuk 1 | 29:22(14:12) | 6 Jacek Wardziński · 5 Wojciech Zydroń · 4 Nenad Marković · 2 Michal Bruna · 2 Paweł Krupa · 1 Piotr Frelek · 1 Bartosz Konitz · 1 Patryk Walczak | Hala MOSiR Puławy, Polska Widzów: 711 Sędzia: Rafał Puszkarski, Arkadiusz Sołodko (Legionowo) |
| 53.17 listopada 201218:00 | 6× · 3× | 29:22(14:12) | 5× · 2× | Hala MOSiR Puławy, Polska Widzów: 711 Sędzia: Rafał Puszkarski, Arkadiusz Sołodko (Legionowo) |

| 54.18 listopada 201220:00 | MMTS Kwidzyn | 28:26(13:16) | Tauron Stal Mielec | Hala Widowiskowo-Sportowa KCSiR Kwidzyn, Polska Widzów: 1400 Sędzia: Bartosz Leszczyński, Marcin Piechota (Płock) |
| 54.18 listopada 201220:00 | Robert Orzechowski 8 · Michał Adamuszek 4 · Michał Daszek 4 · Tomasz Klinger 4 · Adrian Nogowski 4 · Adam Pacześny 2 · Maciej Mroczkowski 1 · Mateusz Seroka 1 | 28:26(13:16) | 8 Damian Kostrzewa · 7 Rafał Gliński · 4 Damian Krzysztofik · 2 Kamil Krieger · 2 Marek Szpera · 2 Paweł Wilk · 1 Michał Chodara | Hala Widowiskowo-Sportowa KCSiR Kwidzyn, Polska Widzów: 1400 Sędzia: Bartosz Leszczyński, Marcin Piechota (Płock) |
| 54.18 listopada 201220:00 | 3× · 2× | 28:26(13:16) | 3× · 3× | Hala Widowiskowo-Sportowa KCSiR Kwidzyn, Polska Widzów: 1400 Sędzia: Bartosz Leszczyński, Marcin Piechota (Płock) |

#### 10. kolejka (24-25 listopada 2012)
| 55.24 listopada 2012 | Tauron Stal Mielec | 29:28(11:14) | Chrobry Głogów | Hala Widowiskowo-Sportowa Głogów, Polska |
| 55.24 listopada 2012 | Damian Kostrzewa 8 · Marek Szpera 6 · Adam Babicz 5 · Damian Krzysztofik 3 · Paweł Wilk 3 · Michał Chodara 2 · Rafał Gliński 1 · Grzegorz Sobut 1 | 29:28(11:14) | 6 Jakub Łucak · 5 Maciej Ścigaj · 3 Mariusz Gujski · 3 Tomasz Mochocki · 3 Mateusz Płaczek · 2 Radosław Jankowski · 2 Krystian Kuta · 2 Marek Świtała · 1 Paweł Piętak · 1 Michał Wysokiński | Hala Widowiskowo-Sportowa Głogów, Polska |
| 55.24 listopada 2012 | 5× · 3× | 29:28(11:14) | 4× · 3× | Hala Widowiskowo-Sportowa Głogów, Polska |

| 56.24 listopada 2012 | Gaz-System Pogoń Szczecin | 28:28(16:11) | MMTS Kwidzyn | Hala sportowa MOSRiR Szczecin, Polska |
| 56.24 listopada 2012 | Wojciech Zydroń 6 · Bartosz Konitz 5 · Nenad Marković 5 · Jacek Wardziński 4 · Mateusz Zaremba 4 · Michal Bruna 1 · Paweł Krupa 1 · Zbigniew Kwiatkowski 1 · Patryk Walczak 1 | 28:28(16:11) | 7 Robert Orzechowski · 6 Tomasz Klinger · 4 Kamil Sadowski · 3 Adrian Nogowski · 2 Michał Adamuszek · 2 Antoni Łangowski · 1 Adam Pacześny · 1 Patryk Rombel · 1 Przemysław Rosiak · 1 Mateusz Seroka | Hala sportowa MOSRiR Szczecin, Polska |
| 56.24 listopada 2012 | 3× · 3× | 28:28(16:11) | 1× · 2× | Hala sportowa MOSRiR Szczecin, Polska |

| 57.24 listopada 2012 | Piotrkowianin Piotrków Trybunalski | 23:27(8:18) | Azoty-Puławy | Hala OSiR Relax Piotrków Trybunalski, Polska |
| 57.24 listopada 2012 | Wojciech Trojanowski 7 · Sebastian Iskra 3 · Arkadiusz Miszka 3 · Tomasz Mróz 3 · Maciej Pilitowski 2 · Marek Daćko 1 · Michał Krawczyk 1 · Roman Požarek 1 · Sylwester Skalski 1 · Szymon Woynowski 1 | 23:27(8:18) | 6 Michał Szyba · 5 Rafał Przybylski · 4 Przemysław Krajewski · 4 Piotr Masłowski · 2 Mateusz Kus · 2 Krzysztof Łyżwa · 2 Dimitro Zinczuk · 1 Michał Bałwas · 1 Paweł Ćwikliński | Hala OSiR Relax Piotrków Trybunalski, Polska |
| 57.24 listopada 2012 | 3× · 3× | 23:27(8:18) | 4× · 2× | Hala OSiR Relax Piotrków Trybunalski, Polska |

| 58.24 listopada 2012 | Orlen Wisła Płock | 35:24(16:9) | Miedź Legnica | Orlen Arena Płock, Polska |
| 58.24 listopada 2012 | Valentin Ghionea 6 · Michał Kubisztal 6 · Petar Nenadić 4 · Ivan Nikčević 4 · Paweł Paczkowski 4 · Muhamed Toromanović 4 · Ferenc Ilyés 2 · Christian Spanne 2 · Michał Zołoteńko 2 · Boštjan Kavaš 1 | 35:24(16:9) | 6 Bogumił Buchwald · 6 Adam Skrabania · 3 Łukasz Jarowicz · 3 Paweł Piwko · 2 Paweł Gregor · 1 Andrzej Kryński · 1 Michał Prątnicki · 1 Paweł Wita · 1 Adrian Wojkowski | Orlen Arena Płock, Polska |
| 58.24 listopada 2012 | 1× · 3× | 35:24(16:9) | 4× · 3× | Orlen Arena Płock, Polska |

| 59.24 listopada 2012 | Czuwaj Przemyśl | 36:36(17:14) | Zagłębie Lubin | Hala sportowa POSiR Przemyśl, Polska |
| 59.24 listopada 2012 | Paweł Stołowski 14 · Mateusz Kroczek 6 · Radek Sliwka 6 · Piotr Papaj 4 · Dariusz Kubisztal 2 · Bogdan Oliferchuk 2 · Marcin Basiak 1 · Maciej Kubisztal 1 | 36:36(17:14) | 9 Dawid Przysiek · 7 Michał Stankiewicz · 7 Mikołaj Szymyślik · 4 Michał Bartczak · 3 Wojciech Gumiński · 3 Dariusz Rosiek · 2 Adam Marciniak · 1 Jarosław Paluch | Hala sportowa POSiR Przemyśl, Polska |
| 59.24 listopada 2012 | 7× · 3× · 1× | 36:36(17:14) | 9× · 3× | Hala sportowa POSiR Przemyśl, Polska |

| 60.24 listopada 2012 | NMC Powen Zabrze | 26:40(12:22) | Vive Targi Kielce | Hala Sportowa Pogoń Zabrze, Polska |
| 60.24 listopada 2012 | Patryk Kuchczyński 5 · Arkadiusz Kowalski 4 · Remigiusz Lasoń 4 · Sebastian Rumniak 4 · Łukasz Stodtko 3 · Piotr Adamczak 2 · Dominik Droździk 1 · Łukasz Kandora 1 · Witalij Nat 1 · Adrian Niedośpiał 1 | 26:40(12:22) | 8 Bartłomiej Tomczak · 6 Þórir Ólafsson · 5 Mateusz Jachlewski · 5 Tomasz Rosiński · 4 Rastko Stojković · 3 Manuel Štrlek · 3 Grzegorz Tkaczyk · 3 Uroš Zorman · 2 Karol Bielecki · 1 Denis Buntić | Hala Sportowa Pogoń Zabrze, Polska |
| 60.24 listopada 2012 | 5× · 3× | 26:40(12:22) | 4× · 3× | Hala Sportowa Pogoń Zabrze, Polska |

#### 11. kolejka (1-2 grudnia 2012)
| 61.1 grudnia 2012 | Vive Targi Kielce | 36:28(18:11) | Chrobry Głogów | Hala Legionów, Kielce, Polska |
| 61.1 grudnia 2012 | Manuel Štrlek 6 · Karol Bielecki 5 · Ivan Čupić 5 · Rastko Stojković 4 · Bartłomiej Tomczak 4 · Mateusz Jachlewski 3 · Uroš Zorman 3 · Þórir Ólafsson 2 · Michał Jurecki 1 · Krzysztof Lijewski 1 · Željko Musa 1 · Grzegorz Tkaczyk 1 | 36:28(18:11) | 6 Grzegorz Czekałowski · 5 Tomasz Mochocki · 4 Dominik Płócienniczak · 3 Michał Bednarek · 3 Radosław Jankowski · 2 Krystian Kuta · 2 Mateusz Płaczek · 2 Maciej Ścigaj · 1 Paweł Piętak | Hala Legionów, Kielce, Polska |
| 61.1 grudnia 2012 | 3× · 2× | 36:28(18:11) | 2× · 3× | Hala Legionów, Kielce, Polska |

| 62.1 grudnia 2012 | Zagłębie Lubin | 31:35(16:17) | NMC Powen Zabrze | Hala SP nr 14 Lubin, Polska |
| 62.1 grudnia 2012 | Wojciech Gumiński 12 · Michał Bartczak 5 · Mikołaj Szymyślik 4 · Adam Marciniak 3 · Dawid Przysiek 3 · Michał Stankiewicz 2 · Jarosław Paluch 1 · Bartosz Starzyński 1 | 31:35(16:17) | 11 Patryk Kuchczyński · 10 Mariusz Jurasik · 4 Kamil Mokrzki · 3 Arkadiusz Kowalski · 3 Łukasz Stodtko · 1 Aleksandr Bushkov · 1 Grzegorz Garbacz · 1 Witalij Nat · 1 Daniel Żółtak | Hala SP nr 14 Lubin, Polska |
| 62.1 grudnia 2012 | 4× · 2× | 31:35(16:17) | 4× · 3× | Hala SP nr 14 Lubin, Polska |

| 63.1 grudnia 2012 | Miedź Legnica | 32:28(17:13) | Czuwaj Przemyśl | Hala Dolnośląskich Olimpijczyków Legnica, Polska |
| 63.1 grudnia 2012 | Adam Skrabania 9 · Paweł Gregor 7 · Michał Prątnicki 4 · Bogumił Buchwald 3 · Andrzej Kryński 3 · Paweł Wita 3 · Paweł Piwko 2 · Łukasz Jarowicz 1 | 32:28(17:13) | 11 Paweł Stołowski · 4 Radek Sliwka · 3 Marcin Basiak · 3 Bogdan Oliferchuk · 2 Damian Misiewicz · 1 Maurycy Kostka · 1 Mateusz Kroczek · 1 Dariusz Kubisztal · 1 Maciej Kubisztal · 1 Piotr Papaj | Hala Dolnośląskich Olimpijczyków Legnica, Polska |
| 63.1 grudnia 2012 | 5× · 3× | 32:28(17:13) | 3× · 3× | Hala Dolnośląskich Olimpijczyków Legnica, Polska |

| 64.1 grudnia 2012 | Orlen Wisła Płock | 36:26(17:13) | Azoty-Puławy | Hala MOSiR Puławy, Polska |
| 64.1 grudnia 2012 | Petar Nenadić 10 · Michał Kubisztal 7 · Valentin Ghionea 6 · Ivan Nikčević 4 · Boštjan Kavaš 2 · Paweł Paczkowski 2 · Muhamed Toromanović 2 · Adam Wiśniewski 2 · Ferenc Ilyés 1 | 36:26(17:13) | 5 Paweł Ćwikliński · 5 Przemysław Krajewski · 4 Mateusz Kus · 4 Rafał Przybylski · 3 Piotr Masłowski · 2 Michał Szyba · 2 Krzysztof Tylutki · 1 Krzysztof Łyżwa | Hala MOSiR Puławy, Polska |
| 64.1 grudnia 2012 | 1× · 3× | 36:26(17:13) | 3× · 3× | Hala MOSiR Puławy, Polska |

| 65.1 grudnia 2012 | MMTS Kwidzyn | 33:34(15:18) | Piotrkowianin Piotrków Trybunalski | Hala Widowiskowo-Sportowa KCSiR Kwidzyn, Polska |
| 65.1 grudnia 2012 | Michał Adamuszek 8 · Antoni Łangowski 5 · Adrian Nogowski 5 · Robert Orzechowski 5 · Mateusz Seroka 3 · Michał Peret 2 · Patryk Rombel 2 · Tomasz Klinger 1 · Maciej Mroczkowski 1 · Kamil Sadowski 1 | 33:34(15:18) | 8 Arkadiusz Miszka · 6 Sebastian Różański · 4 Tomasz Mróz · 4 Roman Požarek · 4 Szymon Wojnowski · 3 Przemysław Matyjasik · 2 Marek Daćko · 2 Maciej Pilitowski · 1 Michał Krawczyk | Hala Widowiskowo-Sportowa KCSiR Kwidzyn, Polska |
| 65.1 grudnia 2012 | 2× · 3× | 33:34(15:18) | 6× · 3× · 1× | Hala Widowiskowo-Sportowa KCSiR Kwidzyn, Polska |

| 66.1 grudnia 2012 | Tauron Stal Mielec | 33:29(18:16) | Gaz-System Pogoń Szczecin | Hala MOSiR Mielec, Polska |
| 66.1 grudnia 2012 | Adam Babicz 7 · Damian Krzysztofik 5 · Michał Chodara 4 · Rafał Gliński 4 · Damian Kostrzewa 4 · Paweł Wilk 4 · Marek Szpera 3 · Kamil Krieger 2 | 33:29(18:16) | 7 Michal Bruna · 5 Jacek Wardziński · 5 Wojciech Zydroń · 4 Mateusz Zaremba · 3 Bartosz Konitz · 2 Paweł Krupa · 1 Piotr Frelek · 1 Zbigniew Kwiatkowski · 1 Patryk Walczak | Hala MOSiR Mielec, Polska |
| 66.1 grudnia 2012 | 6× · 3× | 33:29(18:16) | 6× · 3× · 1× | Hala MOSiR Mielec, Polska |

### II runda

#### 12. kolejka (8-9 grudnia 2012)
| 67.8 grudnia 2012 | Chrobry Głogów | 24:30(11:15) | Gaz-System Pogoń Szczecin | Hala Widowiskowo-Sportowa Głogów, Polska |
| 67.8 grudnia 2012 | Radosław Jankowski 5 · Dominik Płócienniczak 5 · Michał Wysokiński 3 · Michał Bednarek 2 · Jakub Łucak 2 · Tomasz Mochocki 2 · Maciej Ścigaj 2 · Marek Świtała 2 · Grzegorz Czekałowski 1 | 24:30(11:15) | 8 Wojciech Zydroń · 7 Bartosz Konitz · 5 Mateusz Zaremba · 4 Michal Bruna · 3 Nenad Marković · 1 Piotr Frelek · 1 Wojciech Jedziniak · 1 Jacek Wardziński | Hala Widowiskowo-Sportowa Głogów, Polska |
| 67.8 grudnia 2012 | 3× · 2× | 24:30(11:15) | 5× · 3× | Hala Widowiskowo-Sportowa Głogów, Polska |

| 68.8 grudnia 2012 | Tauron Stal Mielec | 37:28(19:13) | Piotrkowianin Piotrków Trybunalski | Hala MOSiR Mielec, Polska |
| 68.8 grudnia 2012 | Michał Chodara 6 · Damian Krzysztofik 6 · Adam Babicz 5 · Damian Kostrzewa 5 · Marek Szpera 4 · Rafał Gliński 3 · Łukasz Janyst 3 · Grzegorz Sobut 3 · Paweł Gawęcki 2 | 37:28(19:13) | 6 Wojciech Trojanowski · 5 Sebastian Iskra · 4 Szymon Woynowski · 3 Tomasz Mróz · 3 Sylwester Skalski · 2 Przemysław Matyjasik · 2 Maciej Pilitowski · 1 Michał Krawczyk · 1 Roman Požarek · 1 Sebastian Różański | Hala MOSiR Mielec, Polska |
| 68.8 grudnia 2012 | 4× · 3× | 37:28(19:13) | 7× · 3× · 1× | Hala MOSiR Mielec, Polska |

| 69.8 grudnia 2012 | MMTS Kwidzyn | 32:36(19:22) | Orlen Wisła Płock | Hala Widowiskowo-Sportowa KCSiR Kwidzyn, Polska |
| 69.8 grudnia 2012 | Robert Orzechowski 10 · Michał Adamuszek 8 · Michał Daszek 6 · Michał Peret 4 · Adrian Nogowski 3 · Maciej Mroczkowski 1 | 32:36(19:22) | 9 Petar Nenadić · 9 Christian Spanne · 5 Ivan Nikčević · 4 Nikola Eklemović · 2 Michał Kubisztal · 2 Kamil Syprzak · 1 Valentin Ghionea · 1 Boštjan Kavaš · 1 Paweł Paczkowski · 1 Muhamed Toromanović · 1 Adam Wiśniewski | Hala Widowiskowo-Sportowa KCSiR Kwidzyn, Polska |
| 69.8 grudnia 2012 | 3× · 3× | 32:36(19:22) | 6× · 3× · 1× | Hala Widowiskowo-Sportowa KCSiR Kwidzyn, Polska |

| 70.8 grudnia 2012 | Azoty-Puławy | 30:25(13:14) | Czuwaj Przemyśl | Hala MOSiR Puławy, Polska |
| 70.8 grudnia 2012 | Przemysław Krajewski 6 · Rafał Przybylski 6 · Krzysztof Łyżwa 5 · Krzysztof Tylutki 5 · Dimitro Zinczuk 4 · Paweł Ćwikliński 3 · Mateusz Kus 1 | 30:25(13:14) | 5 Mateusz Kroczek · 5 Radek Sliwka · 5 Paweł Stołowski · 3 Bogdan Oliferchuk · 2 Damian Misiewicz · 2 Piotr Papaj · 1 Maurycy Kostka · 1 Dariusz Kubisztal · 1 Maciej Kubisztal | Hala MOSiR Puławy, Polska |
| 70.8 grudnia 2012 | 5× · 3× | 30:25(13:14) | 2× · 3× | Hala MOSiR Puławy, Polska |

| 71.8 grudnia 2012 | Miedź Legnica                                                                                                  | 15:24(9:12) | NMC Powen Zabrze | Hala Dolnośląskich Olimpijczyków Legnica, Polska |
| 71.8 grudnia 2012 | Adam Skrabania 4 · Bogumił Buchwald 3 · Michał Prątnicki 3 · Paweł Gregor 2 · Paweł Piwko 2 · Kacper Adamski 1 | 15:24(9:12) | 5 Aleksandr Bushkov · 5 Mariusz Jurasik · 5 Patryk Kuchczyński · 3 Witalij Nat · 2 Łukasz Stodtko · 2 Daniel Żółtak · 1 Arkadiusz Kowalski · 1 Kamil Mokrzki | Hala Dolnośląskich Olimpijczyków Legnica, Polska |
| 71.8 grudnia 2012 | 4× · 2× | 15:24(9:12) | 5× · 3× | Hala Dolnośląskich Olimpijczyków Legnica, Polska |

| 72.8 grudnia 2012 | Zagłębie Lubin | 29:44(12:23) | Vive Targi Kielce | Hala SP nr 14 Lubin, Polska |
| 72.8 grudnia 2012 | Michał Stankiewicz 8 · Mateusz Przybylski 6 · Mikołaj Szymyślik 5 · Dawid Przysiek 3 · Wojciech Gumiński 2 · Bartosz Starzyński 2 · Michał Bartczak 1 · Tomasz Kozłowski 1 · Łukasz Kużdeba 1 | 29:44(12:23) | 6 Ivan Čupić · 6 Michał Jurecki · 6 Bartłomiej Tomczak · 5 Manuel Štrlek · 4 Karol Bielecki · 4 Željko Musa · 4 Þórir Ólafsson · 4 Rastko Stojković · 2 Grzegorz Tkaczyk · 1 Denis Buntić · 1 Krzysztof Lijewski · 1 Uroš Zorman | Hala SP nr 14 Lubin, Polska |
| 72.8 grudnia 2012 | 5× · 3× | 29:44(12:23) | 4× · 3× | Hala SP nr 14 Lubin, Polska |

#### 13. kolejka (15-16 grudnia 2012)
| 73.15 grudnia 2012 | Zagłębie Lubin | 22:21(13:11) | Chrobry Głogów | Hala SP nr 14 Lubin, Polska |
| 73.15 grudnia 2012 | Michał Stankiewicz 7 · Wojciech Gumiński 5 · Michał Bartczak 4 · Mateusz Przybylski 3 · Dawid Przysiek 1 · Dariusz Rosiek 1 · Mikołaj Szymyślik 1 | 22:21(13:11) | 7 Maciej Ścigaj · 3 Jakub Łucak · 3 Mateusz Płaczek · 2 Radosław Jankowski · 2 Dominik Płócienniczak · 2 Marek Świtała · 1 Paweł Piętak · 1 Michał Wysokiński | Hala SP nr 14 Lubin, Polska |
| 73.15 grudnia 2012 | 5× · 3× | 22:21(13:11) | 4× · 3× | Hala SP nr 14 Lubin, Polska |

| 74.15 grudnia 2012 | Vive Targi Kielce | 40:22(24:8) | Miedź Legnica | Hala Legionów, Kielce, Polska |
| 74.15 grudnia 2012 | Þórir Ólafsson 6 · Rastko Stojković 6 · Karol Bielecki 5 · Ivan Cupić 5 · Denis Buntić 4 · Krzysztof Lijewski 4 · Michał Jurecki 3 · Grzegorz Tkaczyk 2 · Bartłomiej Tomczak 2 · Mateusz Jachlewski 1 · Željko Musa 1 · Uroš Zorman 1 | 40:22(24:8) | 5 Adam Skrabania · 4 Paweł Gregor · 2 Jan Czuwara · 2 Łukasz Jarowicz · 2 Andrzej Kryński · 2 Michał Prątnicki · 2 Adrian Wojkowski · 1 Bogumił Buchwald · 1 Paweł Piwko · 1 Grzegorz Wyszogrodzki | Hala Legionów, Kielce, Polska |
| 74.15 grudnia 2012 | 1× · 2× | 40:22(24:8) | 1× · 3× | Hala Legionów, Kielce, Polska |

| 75.15 grudnia 2012 | NMC Powen Zabrze | 21:22(12:12) | Azoty-Puławy | Hala Sportowa Pogoń Zabrze, Polska |
| 75.15 grudnia 2012 | Łukasz Stodtko 6 · Patryk Kuchczyński 4 · Piotr Adamczak 3 · Grzegorz Garbacz 2 · Witalij Nat 2 · Mariusz Jurasik 1 · Łukasz Kandora 1 · Adrian Niedośpiał 1 · Daniel Żółtak 1 | 21:22(12:12) | 5 Mateusz Kus · 5 Rafał Przybylski · 4 Krzysztof Łyżwa · 4 Dimitro Zinczuk · 2 Paweł Ćwikliński · 1 Michał Bałwas · 1 Przemysław Krajewski | Hala Sportowa Pogoń Zabrze, Polska |
| 75.15 grudnia 2012 | 4× · 3× · 1× | 21:22(12:12) | 6× · 3× · 1× | Hala Sportowa Pogoń Zabrze, Polska |

| 76.15 grudnia 2012 | Czuwaj Przemyśl | 34:37(15:23) | MMTS Kwidzyn | Hala sportowa POSiR Przemyśl, Polska |
| 76.15 grudnia 2012 | Piotr Papaj 7 · Radek Sliwka 7 · Paweł Stołowski 6 · Dariusz Kubisztal 4 · Maciej Kubisztal 3 · Bogdan Oliferchuk 3 · Damian Misiewicz 2 · Krzysztof Błażkowski 1 · Mateusz Kroczek 1 | 34:37(15:23) | 12 Michał Adamuszek · 9 Robert Orzechowski · 5 Michał Peret · 3 Michał Daszek · 3 Tomasz Klinger · 3 Maciej Mroczkowski · 1 Adrian Nogowski · 1 Adam Pacześny | Hala sportowa POSiR Przemyśl, Polska |
| 76.15 grudnia 2012 | 1× · 3× | 34:37(15:23) | 5× · 3× | Hala sportowa POSiR Przemyśl, Polska |

| 77.15 grudnia 2012 | Orlen Wisła Płock | 34:29(16:17) | Tauron Stal Mielec | Orlen Arena Płock, Polska |
| 77.15 grudnia 2012 | Petar Nenadić 15 · Michał Kubisztal 4 · Christian Spanne 4 · Boštjan Kavaš 3 · Muhamed Toromanović 2 · Adam Wiśniewski 2 · Nikola Eklemović 1 · Valentin Ghionea 1 · Ivan Nikčević 1 · Kamil Syprzak 1 | 34:29(16:17) | 6 Damian Kostrzewa · 5 Marek Szpera · 4 Grzegorz Sobut · 3 Adam Babicz · 3 Damian Krzysztofik · 2 Michał Chodara · 2 Rafał Gliński · 2 Łukasz Janyst · 2 Paweł Wilk | Orlen Arena Płock, Polska |
| 77.15 grudnia 2012 | 7× · 3× | 34:29(16:17) | 3× · 3× | Orlen Arena Płock, Polska |

| 78.15 grudnia 2012 | Piotrkowianin Piotrków Trybunalski | 30:26(14:13) | Gaz-System Pogoń Szczecin | Hala OSiR Relax Piotrków Trybunalski, Polska |
| 78.15 grudnia 2012 | Marek Daćko 8 · Michał Krawczyk 6 · Maciej Pilitowski 5 · Wojciech Trojanowski 4 · Przemysław Matyjasik 3 · Sebastian Iskra 2 · Arkadiusz Miszka 2 | 30:26(14:13) | 6 Łukasz Gierak · 6 Wojciech Zydroń · 4 Michal Bruna · 4 Bartosz Konitz · 4 Nenad Marković · 1 Jacek Wardziński · 1 Mateusz Zaremba | Hala OSiR Relax Piotrków Trybunalski, Polska |
| 78.15 grudnia 2012 | 6× · 2× · 1× | 30:26(14:13) | 7× · 3× | Hala OSiR Relax Piotrków Trybunalski, Polska |

#### 14. kolejka (2-3 lutego 2013)
| 79.2 lutego 2013 | Chrobry Głogów | 22:26(9:14) | Piotrkowianin Piotrków Trybunalski | Hala Widowiskowo-Sportowa Głogów, Polska |
| 79.2 lutego 2013 | Tomasz Mochocki 5 · Marek Świtała 4 · Krystian Kuta 3 · Mateusz Płaczek 3 · Michał Bednarek 2 · Maciej Ścigaj 2 · Grzegorz Czekałowski 1 · Radosław Jankowski 1 · Dominik Płócienniczak 1 | 22:26(9:14) | 7 Wojciech Trojanowski · 6 Witalij Titov · 3 Marek Daćko · 2 Sebastian Iskra · 2 Przemysław Matyjasik · 2 Maciej Pilitowski · 2 Sebastian Różański · 1 Sylwester Skalski · 1 Marcin Tórz | Hala Widowiskowo-Sportowa Głogów, Polska |
| 79.2 lutego 2013 | 1× · 3× | 22:26(9:14) | 4× · 3× | Hala Widowiskowo-Sportowa Głogów, Polska |

| 80.2 lutego 2013 | Gaz-System Pogoń Szczecin | 24:30(12:15) | Orlen Wisła Płock | Hala sportowa MOSRiR Szczecin, Polska |
| 80.2 lutego 2013 | Michal Bruna 6 · Wojciech Zydroń 5 · Nenad Marković 4 · Mateusz Zaremba 3 · Bartosz Konitz 2 · Paweł Krupa 2 · Łukasz Gierak 1 · Wojciech Jedziniak 1 | 24:30(12:15) | 8 Petar Nenadić · 4 Muhamed Toromanović · 3 Christian Spanne · 3 Adam Wiśniewski · 2 Valentin Ghionea · 2 Michał Kubisztal · 2 Ivan Nikčević · 2 Adam Twardo · 1 Nikola Eklemović · 1 Boštjan Kavaš · 1 Paweł Paczkowski · 1 Kamil Syprzak | Hala sportowa MOSRiR Szczecin, Polska |
| 80.2 lutego 2013 | 5× · 3× | 24:30(12:15) | 4× · 3× | Hala sportowa MOSRiR Szczecin, Polska |

| 81.2 lutego 2013 | Tauron Stal Mielec | 34:25(14:10) | Czuwaj Przemyśl | Hala MOSiR Mielec, Polska |
| 81.2 lutego 2013 | Łukasz Janyst 5 · Damian Kostrzewa 5 · Damian Krzysztofik 5 · Marek Szpera 5 · Adam Babicz 4 · Rafał Gliński 4 · Grzegorz Sobut 3 · Kamil Krieger 2 · Paweł Gawęcki 1 | 34:25(14:10) | 5 Bogdan Oliferchuk · 5 Piotr Papaj · 4 Mateusz Kroczek · 4 Paweł Stołowski · 2 Dariusz Kubisztal · 2 Maciej Kubisztal · 2 Łukasz Nowak · 1 Krzysztof Błażkowski | Hala MOSiR Mielec, Polska |
| 81.2 lutego 2013 | 3× | 34:25(14:10) | 4× · 3× | Hala MOSiR Mielec, Polska |

| 82.2 lutego 2013 | MMTS Kwidzyn | 26:34(12:14) | NMC Powen Zabrze | Hala Widowiskowo-Sportowa KCSiR Kwidzyn, Polska |
| 82.2 lutego 2013 | Robert Orzechowski 5 · Maciej Mroczkowski 4 · Adrian Nogowski 4 · Michał Peret 4 · Michał Adamuszek 3 · Michał Daszek 2 · Patryk Rombel 2 · Kamil Sadowski 1 · Mateusz Seroka 1 | 26:34(12:14) | 11 Patryk Kuchczyński · 7 Mariusz Jurasik · 5 Witalij Nat · 3 Łukasz Kandora · 3 Kamil Mokrzki · 2 Grzegorz Garbacz · 2 Adrian Niedośpiał · 1 Aleksandr Bushkov | Hala Widowiskowo-Sportowa KCSiR Kwidzyn, Polska |
| 82.2 lutego 2013 | 5× · 3× | 26:34(12:14) | 5× · 3× | Hala Widowiskowo-Sportowa KCSiR Kwidzyn, Polska |

| 83.2 lutego 2013 | Azoty-Puławy | 28:34(15:14) | Vive Targi Kielce | Hala MOSiR Puławy, Polska |
| 83.2 lutego 2013 | Przemysław Krajewski 6 · Michał Szyba 6 · Krzysztof Łyżwa 5 · Jan Sobol 5 · Dimitro Zinczuk 4 · Mateusz Jankowski 1 · Rafał Przybylski 1 | 28:34(15:14) | 11 Þórir Ólafsson · 6 Michał Jurecki · 5 Karol Bielecki · 4 Krzysztof Lijewski · 4 Bartłomiej Tomczak · 3 Grzegorz Tkaczyk · 1 Rastko Stojković | Hala MOSiR Puławy, Polska |
| 83.2 lutego 2013 | 3× · 3× | 28:34(15:14) | 4× · 3× | Hala MOSiR Puławy, Polska |

| 84.2 lutego 2013 | Miedź Legnica | 24:25(10:15) | Zagłębie Lubin | Hala Dolnośląskich Olimpijczyków Legnica, Polska |
| 84.2 lutego 2013 | Michał Prątnicki 8 · Aleksander Kokoszka 6 · Paweł Gregor 5 · Adam Skrabania 3 · Łukasz Jarowicz 1 · Paweł Piwko 1 | 24:25(10:15) | 6 Dawid Przysiek · 5 Michał Stankiewicz · 4 Mikołaj Szymyślik · 3 Michał Bartczak · 3 Dariusz Rosiek · 2 Wojciech Gumiński · 1 Mateusz Przybylski · 1 Bartosz Starzyński | Hala Dolnośląskich Olimpijczyków Legnica, Polska |
| 84.2 lutego 2013 | 7× · 3× | 24:25(10:15) | 7× · 3× | Hala Dolnośląskich Olimpijczyków Legnica, Polska |

#### 15. kolejka (9-10 lutego 2013)
| 85.9 lutego 2013 | Miedź Legnica | 23:19(12:9) | Chrobry Głogów | Hala Dolnośląskich Olimpijczyków Legnica, Polska |
| 85.9 lutego 2013 | Paweł Gregor 8 · Adam Skrabania 6 · Michał Prątnicki 3 · Kacper Adamski 2 · Paweł Piwko 2 · Wojciech Czuwara 1 · Dominik Droździk 1 | 23:19(12:9) | 3 Jakub Łucak · 3 Maciej Ścigaj · 3 Marek Świtała · 2 Mariusz Gujski · 2 Tomasz Mochocki · 2 Mateusz Płaczek · 2 Dominik Płócienniczak · 1 Michał Bednarek · 1 Radosław Jankowski | Hala Dolnośląskich Olimpijczyków Legnica, Polska |
| 85.9 lutego 2013 | 6× · 3× · 1× | 23:19(12:9) | 5× · 3× | Hala Dolnośląskich Olimpijczyków Legnica, Polska |

| 86.9 lutego 2013 | Zagłębie Lubin | 18:26(8:15) | Azoty-Puławy | Hala SP nr 14 Lubin, Polska |
| 86.9 lutego 2013 | Wojciech Gumiński 5 · Łukasz Achruk 2 · Michał Bartczak 2 · Tomasz Kozłowski 2 · Michał Stankiewicz 2 · Łukasz Kużdeba 1 · Jarosław Paluch 1 · Dawid Przysiek 1 · Bartosz Starzyński 1 · Mikołaj Szymyślik 1 | 18:26(8:15) | 6 Michał Szyba · 5 Piotr Masłowski · 3 Przemysław Krajewski · 2 Paweł Ćwikliński · 2 Mateusz Kus · 2 Rafał Przybylski · 2 Krzysztof Tylutki · 2 Dimitro Zinczuk · 1 Michał Bałwas · 1 Krzysztof Łyżwa | Hala SP nr 14 Lubin, Polska |
| 86.9 lutego 2013 | 6× · 3× | 18:26(8:15) | 7× · 3× | Hala SP nr 14 Lubin, Polska |

| 87.9 lutego 2013 | MMTS Kwidzyn | 27:36(15:18) | Vive Targi Kielce | Hala Legionów, Kielce, Polska |
| 87.9 lutego 2013 | Michał Peret 6 · Michał Adamuszek 5 · Kamil Sadowski 5 · Maciej Mroczkowski 3 · Antoni Łangowski 2 · Mateusz Seroka 2 · Adrian Nogowski 1 · Robert Orzechowski 1 · Adam Pacześny 1 · Patryk Rombel 1 | 27:36(15:18) | 13 Rastko Stojković · 7 Grzegorz Tkaczyk · 5 Þórir Ólafsson · 4 Bartłomiej Tomczak · 3 Michał Jurecki · 2 Krzysztof Lijewski · 2 Mateusz Mazur | Hala Legionów, Kielce, Polska |
| 87.9 lutego 2013 | 4× · 3× | 27:36(15:18) | 3× · 3× | Hala Legionów, Kielce, Polska |

| 88.9 lutego 2013 | NMC Powen Zabrze | 30:27(15:14) | Tauron Stal Mielec | Hala Sportowa Pogoń Zabrze, Polska |
| 88.9 lutego 2013 | Mariusz Jurasik 10 · Kamil Mokrzki 5 · Adrian Niedośpiał 4 · Łukasz Kandora 3 · Aleksandr Bushkov 2 · Grzegorz Garbacz 2 · Patryk Kuchczyński 2 · Witalij Nat 2 | 30:27(15:14) | 8 Damian Kostrzewa · 6 Rafał Gliński · 6 Marek Szpera · 3 Damian Krzysztofik · 2 Grzegorz Sobut · 1 Adam Babicz · 1 Łukasz Janyst | Hala Sportowa Pogoń Zabrze, Polska |
| 88.9 lutego 2013 | 5× · 3× | 30:27(15:14) | 5× · 2× | Hala Sportowa Pogoń Zabrze, Polska |

| 89.9 lutego 2013 | Czuwaj Przemyśl | 21:38(10:20) | Gaz-System Pogoń Szczecin | Hala sportowa POSiR Przemyśl, Polska |
| 89.9 lutego 2013 | Radek Sliwka 3 · Maurycy Kostka 2 · Mateusz Kroczek 2 · Dariusz Kubisztal 2 · Maciej Kubisztal 2 · Damian Misiewicz 2 · Łukasz Nowak 2 · Bogdan Oliferchuk 2 · Paweł Stołowski 2 · Łukasz Hataś 1 · Piotr Papaj 1 | 21:38(10:20) | 10 Wojciech Zydroń · 9 Mateusz Zaremba · 5 Jacek Wardziński · 4 Michal Bruna · 4 Paweł Krupa · 2 Nenad Marković · 2 Patryk Walczak · 1 Viesielin Chakmakov · 1 Bartosz Konitz | Hala sportowa POSiR Przemyśl, Polska |
| 89.9 lutego 2013 | 3× · 3× | 21:38(10:20) | 4× · 3× | Hala sportowa POSiR Przemyśl, Polska |

| 90.9 lutego 2013 | Orlen Wisła Płock | 0:10 | Piotrkowianin Piotrków Trybunalski | Orlen Arena Płock, Polska |
| 90.9 lutego 2013 |                   | 0:10 |                                    | Orlen Arena Płock, Polska |

#### 16. kolejka (16-17 lutego 2013)
| 91.16 lutego 2013 | Chrobry Głogów | 30:35(14:18) | Orlen Wisła Płock | Hala Widowiskowo-Sportowa Głogów, Polska |
| 91.16 lutego 2013 | Michał Bednarek 5 · Marek Świtała 5 · Mariusz Gujski 4 · Maciej Ścigaj 4 · Krystian Kuta 3 · Mateusz Płaczek 3 · Radosław Jankowski 2 · Dominik Płócienniczak 2 · Grzegorz Czekałowski 1 · Tomasz Mochocki 1 | 30:35(14:18) | 6 Kamil Syprzak · 5 Petar Nenadić · 5 Christian Spanne · 4 Michał Kubisztal · 4 Ivan Nikčević · 3 Boštjan Kavaš · 2 Adam Wiśniewski · 2 Valentin Ghionea · 1 Nikola Eklemović · 1 Ferenc Ilyés · 1 Paweł Paczkowski · 1 Muhamed Toromanović | Hala Widowiskowo-Sportowa Głogów, Polska |
| 91.16 lutego 2013 | 3× · 3× | 30:35(14:18) | 4× · 3× | Hala Widowiskowo-Sportowa Głogów, Polska |

| 92.16 lutego 2013 | Piotrkowianin Piotrków Trybunalski | 29:28(15:12) | Czuwaj Przemyśl | Hala OSiR Relax Piotrków Trybunalski, Polska |
| 92.16 lutego 2013 | Wojciech Trojanowski 6 · Sebastian Różański 4 · Witalij Titov 4 · Marek Daćko 3 · Przemysław Matyjasik 3 · Sebastian Iskra 2 · Arkadiusz Miszka 2 · Maciej Pilitowski 2 · Michał Krawczyk 1 · Marcin Tórz 1 · Szymon Woynowski 1 | 29:28(15:12) | 8 Bogdan Oliferchuk · 6 Damian Misiewicz · 3 Radek Sliwka · 3 Paweł Stołowski · 2 Mateusz Kroczek · 2 Dariusz Kubisztal · 2 Maciej Kubisztal · 2 Piotr Papaj | Hala OSiR Relax Piotrków Trybunalski, Polska |
| 92.16 lutego 2013 | 6× · 3× | 29:28(15:12) | 5× · 3× | Hala OSiR Relax Piotrków Trybunalski, Polska |

| 93.16 lutego 2013 | Gaz-System Pogoń Szczecin | 28:27(14:15) | NMC Powen Zabrze | Hala sportowa MOSRiR Szczecin, Polska |
| 93.16 lutego 2013 | Wojciech Zydroń 8 · Michal Bruna 5 · Jacek Wardziński 5 · Mateusz Zaremba 4 · Łukasz Gierak 3 · Nenad Marković 2 · Bartosz Konitz 1 | 28:27(14:15) | 8 Patryk Kuchczyński · 5 Łukasz Kandora · 4 Kamil Mokrzki · 3 Mariusz Jurasik · 3 Adrian Niedośpiał · 2 Witalij Nat · 1 Dariusz Mogielnicki · 1 Łukasz Stodtko | Hala sportowa MOSRiR Szczecin, Polska |
| 93.16 lutego 2013 | 10× · 3× · 1× | 28:27(14:15) | 5× · 3× | Hala sportowa MOSRiR Szczecin, Polska |

| 94.16 lutego 2013 | Tauron Stal Mielec | 31:39(14:20) | Vive Targi Kielce | Hala MOSiR Mielec, Polska |
| 94.16 lutego 2013 | Damian Kostrzewa 8 · Damian Krzysztofik 6 · Paweł Gawęcki 4 · Paweł Wilk 4 · Grzegorz Sobut 3 · Adam Babicz 2 · Łukasz Janyst 2 · Kamil Krieger 1 · Marek Szpera 1 | 31:39(14:20) | 7 Krzysztof Lijewski · 7 Bartłomiej Tomczak · 5 Rastko Stojković · 4 Karol Bielecki · 4 Mateusz Jachlewski · 3 Michał Jurecki · 3 Grzegorz Tkaczyk · 3 Uroš Zorman · 1 Piotr Grabarczyk · 1 Mateusz Mazur · 1 Željko Musa | Hala MOSiR Mielec, Polska |
| 94.16 lutego 2013 | 4× · 3× | 31:39(14:20) | 1× · 3× | Hala MOSiR Mielec, Polska |

| 95.16 lutego 2013 | MMTS Kwidzyn | 36:31(20:12) | Zagłębie Lubin | Hala Widowiskowo-Sportowa KCSiR Kwidzyn, Polska |
| 95.16 lutego 2013 | Michał Adamuszek 7 · Kamil Sadowski 7 · Michał Peret 4 · Mateusz Seroka 4 · Antoni Łangowski 3 · Maciej Mroczkowski 3 · Adrian Nogowski 3 · Patryk Rombel 3 · Michał Daszek 2 | 36:31(20:12) | 7 Michał Bartczak · 6 Wojciech Gumiński · 6 Dawid Przysiek · 3 Jarosław Paluch · 3 Mikołaj Szymyślik · 2 Tomasz Kozłowski · 2 Mateusz Przybylski · 1 Michał Stankiewicz · 1 Bartosz Starzyński | Hala Widowiskowo-Sportowa KCSiR Kwidzyn, Polska |
| 95.16 lutego 2013 | 5× · 3× · 1× | 36:31(20:12) | 6× · 3× | Hala Widowiskowo-Sportowa KCSiR Kwidzyn, Polska |

| 96.16 lutego 2013 | Azoty-Puławy | 21:25(15:13) | Miedź Legnica | Hala MOSiR Puławy, Polska |
| 96.16 lutego 2013 | Przemysław Krajewski 5 · Mateusz Kus 5 · Krzysztof Tylutki 4 · Dimitro Zinczuk 3 · Paweł Grzelak 1 · Piotr Masłowski 1 · Rafał Przybylski 1 · Michał Szyba 1 | 21:25(15:13) | 5 Aleksander Kokoszka · 5 Michał Prątnicki · 5 Adam Skrabania · 4 Paweł Gregor · 4 Paweł Piwko · 1 Kacper Adamski · 1 Adrian Wojkowski | Hala MOSiR Puławy, Polska |
| 96.16 lutego 2013 | 4× · 3× | 21:25(15:13) | 6× · 3× | Hala MOSiR Puławy, Polska |

#### 17. kolejka (23-24 lutego 2013)
| 97.23 lutego 2013 | Azoty-Puławy | 36:30(19:15) | Chrobry Głogów | Hala MOSiR Puławy, Polska |
| 97.23 lutego 2013 | Piotr Masłowski 8 · Krzysztof Tylutki 7 · Przemysław Krajewski 6 · Rafał Przybylski 4 · Mateusz Kus 3 · Mateusz Jankowski 2 · Dimitro Zinczuk 2 · Dmitrij Afanasjev 1 · Artur Barzenkou 1 · Paweł Ćwiklinski 1 · Paweł Grzelak 1 | 36:30(19:15) | 6 Tomasz Mochocki · 4 Mariusz Gujski · 4 Mateusz Płaczek · 3 Michał Bednarek · 3 Maciej Ścigaj · 3 Michał Wysokiński · 2 Krystian Kuta · 2 Dominik Płócienniczak · 2 Marek Świtała · 1 Radosław Jankowski | Hala MOSiR Puławy, Polska |
| 97.23 lutego 2013 | 4× · 3× | 36:30(19:15) | 4× · 3× | Hala MOSiR Puławy, Polska |

| 98.23 lutego 2013 | Miedź Legnica | 19:30(11:13) | MMTS Kwidzyn | Hala Dolnośląskich Olimpijczyków Legnica, Polska |
| 98.23 lutego 2013 | Aleksander Kokoszka 6 · Paweł Gregor 3 · Adam Skrabania 3 · Kacper Adamski 1 · Jan Czuwara 1 · Wojciech Czuwara 1 · Dominik Droździk 1 · Andrzej Kryński 1 · Paweł Piwko 1 · Adrian Wojkowski 1 | 19:30(11:13) | 6 Michał Adamuszek · 6 Kamil Sadowski · 3 Michał Daszek · 3 Maciej Mroczkowski · 3 Michał Peret · 3 Mateusz Seroka · 2 Antoni Łangowski · 2 Adam Pacześny · 1 Adrian Nogowski · 1 Patryk Rombel | Hala Dolnośląskich Olimpijczyków Legnica, Polska |
| 98.23 lutego 2013 | 3× · 2× | 19:30(11:13) | 4× · 3× | Hala Dolnośląskich Olimpijczyków Legnica, Polska |

| 99.23 lutego 2013 | Zagłębie Lubin | 28:40(12:23) | Tauron Stal Mielec | Hala SP nr 14 Lubin, Polska |
| 99.23 lutego 2013 | Bartosz Starzyński 6 · Mikołaj Szymyślik 5 · Wojciech Gumiński 3 · Łukasz Kużdeba 3 · Adam Marciniak 3 · Łukasz Achruk 2 · Michał Stankiewicz 2 · Tomasz Kozłowski 1 · Jarosław Paluch 1 · Mateusz Przybylski 1 · Dawid Przysiek 1 | 28:40(12:23) | 13 Damian Kostrzewa · 5 Adam Babicz · 5 Grzegorz Sobut · 5 Marek Szpera · 4 Paweł Wilk · 3 Damian Krzysztofik · 2 Paweł Gawęcki · 2 Rafał Gliński · 1 Łukasz Janyst | Hala SP nr 14 Lubin, Polska |
| 99.23 lutego 2013 | 6× · 3× · 1× | 28:40(12:23) | 3× · 3× | Hala SP nr 14 Lubin, Polska |

| 100.23 lutego 2013 | Vive Targi Kielce | 37:22(20:8) | Gaz-System Pogoń Szczecin | Hala Legionów, Kielce, Polska |
| 100.23 lutego 2013 | Bartłomiej Tomczak 8 · Þórir Ólafsson 7 · Krzysztof Lijewski 6 · Rastko Stojković 5 · Željko Musa 4 · Uroš Zorman 4 · Karol Bielecki 1 · Mateusz Mazur 1 · Grzegorz Tkaczyk 1 | 37:22(20:8) | 8 Wojciech Zydroń · 4 Paweł Krupa · 4 Mateusz Zaremba · 2 Łukasz Masiak · 1 Łukasz Gierak · 1 Grzegorz Marcinkian · 1 Patryk Walczak · 1 Jacek Wardziński | Hala Legionów, Kielce, Polska |
| 100.23 lutego 2013 | 5× · 2× · 1× | 37:22(20:8) | 2× · 3× | Hala Legionów, Kielce, Polska |

| 101.23 lutego 2013 | NMC Powen Zabrze | 35:28(15:11) | Piotrkowianin Piotrków Trybunalski | Hala Sportowa Pogoń Zabrze, Polska |
| 101.23 lutego 2013 | Aleksandr Bushkov 5 · Mariusz Jurasik 5 · Kamil Mokrzki 5 · Witalij Nat 5 · Patryk Kuchczyński 4 · Adrian Niedośpiał 4 · Łukasz Kandora 3 · Grzegorz Garbacz 1 · Arkadiusz Kowalski 1 · Dariusz Mogielnicki 1 · Łukasz Stodtko 1 | 35:28(15:11) | 7 Wojciech Trojanowski · 5 Witalij Titov · 3 Sebastian Iskra · 3 Przemysław Matyjasik · 3 Marcin Tórz · 3 Szymon Woynowski · 2 Marek Daćko · 1 Michał Krawczyk · 1 Maciej Pilitowski | Hala Sportowa Pogoń Zabrze, Polska |
| 101.23 lutego 2013 | 3× · 3× | 35:28(15:11) | 3× · 3× | Hala Sportowa Pogoń Zabrze, Polska |

| 102.23 lutego 2013 | Orlen Wisła Płock | 44:27(23:11) | Czuwaj Przemyśl | Hala sportowa POSiR Przemyśl, Polska |
| 102.23 lutego 2013 | Adam Wiśniewski 8 · Ferenc Ilyés 6 · Paweł Paczkowski 5 · Petar Nenadić 4 · Christian Spanne 4 · Kamil Syprzak 4 · Muhamed Toromanović 4 · Boštjan Kavaš 3 · Adam Twardo 3 · Michał Kubisztal 2 · Nikola Eklemović 1 | 44:27(23:11) | 6 Maciej Kubisztal · 6 Bogdan Oliferchuk · 5 Paweł Stołowski · 3 Damian Misiewicz · 2 Radek Sliwka · 1 Filip Jarosz · 1 Mateusz Kroczek · 1 Dariusz Kubisztal · 1 Łukasz Nowak · 1 Piotr Papaj | Hala sportowa POSiR Przemyśl, Polska |
| 102.23 lutego 2013 | 5× · 3× | 44:27(23:11) | 6× · 3× | Hala sportowa POSiR Przemyśl, Polska |

#### 18. kolejka (27 lutego 2013)
| 103.27 lutego 2013 | Chrobry Głogów | 40:26(20:9) | Czuwaj Przemyśl | Hala Widowiskowo-Sportowa Głogów, Polska |
| 103.27 lutego 2013 | Maciej Ścigaj 8 · Radosław Jankowski 6 · Michał Bednarek 4 · Mariusz Gujski 4 · Dominik Płócienniczak 4 · Marek Świtała 4 · Grzegorz Czekałowski 3 · Mateusz Płaczek 3 · Krystian Kuta 2 · Michał Wysokiński 2 | 40:26(20:9) | 6 Bogdan Oliferchuk · 4 Mateusz Kroczek · 3 Dariusz Kubisztal · 3 Maciej Kubisztal · 3 Piotr Papaj · 3 Radek Sliwka · 2 Damian Misiewicz · 1 Maurycy Kostka · 1 Paweł Stołowski | Hala Widowiskowo-Sportowa Głogów, Polska |
| 103.27 lutego 2013 | 3× · 2× | 40:26(20:9) | 3× · 3× | Hala Widowiskowo-Sportowa Głogów, Polska |

| 104.27 lutego 2013 | Orlen Wisła Płock | 33:29(17:15) | NMC Powen Zabrze | Orlen Arena Płock, Polska |
| 104.27 lutego 2013 | Michał Kubisztal 12 · Paweł Paczkowski 6 · Valentin Ghionea 5 · Adam Wiśniewski 4 · Nikola Eklemović 3 · Muhamed Toromanović 3 | 33:29(17:15) | 7 Mariusz Jurasik · 5 Łukasz Stodtko · 4 Patryk Kuchczyński · 3 Dariusz Mogielnicki · 3 Witalij Nat · 3 Adrian Niedośpiał · 2 Aleksandr Bushkov · 2 Kamil Mokrzki | Orlen Arena Płock, Polska |
| 104.27 lutego 2013 | 8× · 3× | 33:29(17:15) | 5× · 3× | Orlen Arena Płock, Polska |

| 105.27 lutego 2013 | Piotrkowianin Piotrków Trybunalski | 29:34(18:19) | Vive Targi Kielce | Hala OSiR Relax Piotrków Trybunalski, Polska |
| 105.27 lutego 2013 | Wojciech Trojanowski 8 · Witalij Titov 6 · Sebastian Różański 4 · Szymon Woynowski 4 · Sebastian Iskra 3 · Marek Daćko 2 · Maciej Pilitowski 1 · Marcin Tórz 1 | 29:34(18:19) | 8 Rastko Stojković · 4 Michał Jurecki · 4 Þórir Ólafsson · 3 Mateusz Jachlewski · 3 Krzysztof Lijewski · 3 Željko Musa · 3 Bartłomiej Tomczak · 2 Karol Bielecki · 2 Denis Buntić · 2 Grzegorz Tkaczyk | Hala OSiR Relax Piotrków Trybunalski, Polska |
| 105.27 lutego 2013 | 7× · 3× | 29:34(18:19) | 6× · 3× | Hala OSiR Relax Piotrków Trybunalski, Polska |

| 106.27 lutego 2013 | Gaz-System Pogoń Szczecin | 40:27(22:12) | Zagłębie Lubin | Hala sportowa MOSRiR Szczecin, Polska |
| 106.27 lutego 2013 | Jacek Wardziński 11 · Mateusz Zaremba 7 · Wojciech Zydroń 5 · Wojciech Jedziniak 3 · Bartosz Konitz 3 · Patryk Walczak 3 · Viesielin Chakmakov 2 · Paweł Krupa 2 · Paweł Biały 1 · Michal Bruna 1 · Nenad Marković 1 · Sebastian Smuniewski 1 | 40:27(22:12) | 6 Adam Marciniak · 5 Wojciech Gumiński · 4 Bartosz Starzyński · 3 Tomasz Kozłowski · 3 Dariusz Rosiek · 2 Łukasz Kużdeba · 2 Mateusz Przybylski · 2 Michał Stankiewicz | Hala sportowa MOSRiR Szczecin, Polska |
| 106.27 lutego 2013 | 7× · 3× | 40:27(22:12) | 6× · 3× · 1× | Hala sportowa MOSRiR Szczecin, Polska |

| 107.27 lutego 2013 | Tauron Stal Mielec | 28:20(13:11) | Miedź Legnica | Hala MOSiR Mielec, Polska |
| 107.27 lutego 2013 | Marek Szpera 6 · Rafał Gliński 4 · Damian Kostrzewa 4 · Damian Krzysztofik 4 · Adam Babicz 3 · Paweł Wilk 3 · Paweł Gawęcki 1 · Łukasz Janyst 1 · Kamil Krieger 1 · Grzegorz Sobut 1 | 28:20(13:11) | 6 Michał Prątnicki · 5 Adam Skrabania · 3 Aleksander Kokoszka · 2 Wojciech Czuwara · 1 Paweł Gregor · 1 Łukasz Jarowicz · 1 Andrzej Kryński · 1 Adrian Wojkowski | Hala MOSiR Mielec, Polska |
| 107.27 lutego 2013 | 1× · 3× | 28:20(13:11) | 2× · 3× | Hala MOSiR Mielec, Polska |

| 108.27 lutego 2013 | MMTS Kwidzyn | 29:31(15:16) | Azoty-Puławy | Hala Widowiskowo-Sportowa KCSiR Kwidzyn, Polska |
| 108.27 lutego 2013 | Kamil Sadowski 8 · Maciej Mroczkowski 6 · Michał Adamuszek 4 · Antoni Łangowski 4 · Mateusz Seroka 3 · Patryk Rombel 2 · Adam Pacześny 1 · Michał Peret 1 | 29:31(15:16) | 6 Piotr Masłowski · 5 Przemysław Krajewski · 5 Rafał Przybylski · 5 Michał Szyba · 3 Artur Barzenkou · 2 Paweł Ćwikliński · 2 Mateusz Jankowski · 2 Dimitro Zinczuk · 1 Mateusz Kus | Hala Widowiskowo-Sportowa KCSiR Kwidzyn, Polska |
| 108.27 lutego 2013 | 3× · 3× · 1× | 29:31(15:16) | 6× · 3× | Hala Widowiskowo-Sportowa KCSiR Kwidzyn, Polska |

#### 19. kolejka (2-3 marca 2013)
| 109.2 marca 2013 | MMTS Kwidzyn | 30:32(15:16) | Chrobry Głogów | Hala Widowiskowo-Sportowa KCSiR Kwidzyn, Polska |
| 109.2 marca 2013 | Michał Daszek 8 · Maciej Mroczkowski 6 · Antoni Łangowski 5 · Kamil Sadowski 5 · Michał Adamuszek 2 · Adrian Nogowski 1 · Adam Pacześny 1 · Michał Peret 1 · Patryk Rombel 1 | 30:32(15:16) | 7 Maciej Ścigaj · 5 Michał Bednarek · 4 Mateusz Płaczek · 4 Marek Świtała · 3 Marek Gujski · 3 Dominik Płócienniczak · 2 Radosław Jankowski · 2 Krystian Kuta · 2 Michał Wysokiński | Hala Widowiskowo-Sportowa KCSiR Kwidzyn, Polska |
| 109.2 marca 2013 | 2× · 3× | 30:32(15:16) | 3× · 3× | Hala Widowiskowo-Sportowa KCSiR Kwidzyn, Polska |

| 110.2 marca 2013 | Azoty-Puławy | 27:31(14:14) | Tauron Stal Mielec | Hala MOSiR Puławy, Polska |
| 110.2 marca 2013 | Piotr Masłowski 7 · Dmitro Zinczuk 5 · Przemysław Krajewski 4 · Michał Szyba 4 · Paweł Ćwikliński 3 · Rafał Przybylski 2 · Mateusz Jankowski 1 · Mateusz Kus 1 | 27:31(14:14) | 11 Damian Kostrzewa · 6 Grzegorz Sobut · 5 Marek Szpera · 4 Adam Babicz · 2 Łukasz Janyst · 2 Damian Krzysztofik · 1 Paweł Wilk | Hala MOSiR Puławy, Polska |
| 110.2 marca 2013 | 7× · 3× | 27:31(14:14) | 3× · 3× | Hala MOSiR Puławy, Polska |

| 111.2 marca 2013 | Miedź Legnica                                                                                              | 26:26(17:12) | Gaz-System Pogoń Szczecin | Hala Dolnośląskich Olimpijczyków Legnica, Polska |
| 111.2 marca 2013 | Adam Skrabania 7 · Paweł Gregor 5 · Paweł Piwko 5 · Michał Prątnicki 5 · Jan Czuwara 2 · Łukasz Jarowicz 2 | 26:26(17:12) | 7 Michal Bruna · 6 Mateusz Zaremba · 5 Wojciech Zydroń · 2 Paweł Krupa · 2 Nenad Marković · 2 Patryk Walczak · 1 Bartosz Konitz · 1 Jacek Wardziński | Hala Dolnośląskich Olimpijczyków Legnica, Polska |
| 111.2 marca 2013 | 5× · 2× | 26:26(17:12) | 3× · 2× | Hala Dolnośląskich Olimpijczyków Legnica, Polska |

| 112.2 marca 2013 | Zagłębie Lubin | 28:27(14:12) | Piotrkowianin Piotrków Trybunalski | Hala SP nr 14 Lubin, Polska |
| 112.2 marca 2013 | Wojciech Gumiński 5 · Mateusz Przybylski 5 · Dawid Przysiek 5 · Dariusz Rosiek 5 · Michał Stankiewicz 3 · Łukasz Achruk 2 · Adam Marciniak 2 · Tomasz Kozłowski 1 | 28:27(14:12) | 5 Sebastian Iskra · 5 Witalij Titov · 4 Wojciech Trojanowski · 3 Przemysław Matyjasik · 3 Maciej Pilitowski · 3 Marcin Tórz · 1 Marek Daćko · 1 Michał Krawczyk · 1 Roman Požarek · 1 Szymon Woynowski | Hala SP nr 14 Lubin, Polska |
| 112.2 marca 2013 | 4× · 3× | 28:27(14:12) | 3× · 3× | Hala SP nr 14 Lubin, Polska |

| 113.2 marca 2013 | Vive Targi Kielce | 29:22(16:9) | Orlen Wisła Płock | Hala Legionów, Kielce, Polska |
| 113.2 marca 2013 | Karol Bielecki 4 · Mateusz Jachlewski 4 · Michał Jurecki 4 · Rastko Stojković 4 · Denis Buntić 3 · Željko Musa 3 · Krzysztof Lijewski 2 · Grzegorz Tkaczyk 2 · Þórir Ólafsson 1 · Bartłomiej Tomczak 1 · Uroš Zorman 1 | 29:22(16:9) | 10 Valentin Ghionea · 5 Adam Wiśniewski · 4 Nikola Eklemović · 1 Michał Kubisztal · 1 Paweł Paczkowski · 1 Muhamed Toromanović | Hala Legionów, Kielce, Polska |
| 113.2 marca 2013 | 3× · 3× | 29:22(16:9) | 7× · 3× · 1× | Hala Legionów, Kielce, Polska |

| 114.2 marca 2013 | NMC Powen Zabrze | 44:34(19:19) | Czuwaj Przemyśl | Hala Sportowa Pogoń Zabrze, Polska |
| 114.2 marca 2013 | Mariusz Jurasik 10 · Łukasz Kandora 8 · Witalij Nat 8 · Patryk Kuchczyński 7 · Aleksandr Bushkov 3 · Łukasz Stodtko 3 · Grzegorz Garbacz 2 · Adrian Niedośpiał 2 · Dariusz Mogielnicki 1 | 44:34(19:19) | 8 Paweł Stołowski · 7 Bogdan Oliferchuk · 4 Łukasz Nowak · 3 Mateusz Kroczek · 3 Maciej Kubisztal · 3 Piotr Papaj · 3 Radek Sliwka · 2 Dariusz Kubisztal · 1 Maurycy Kostka | Hala Sportowa Pogoń Zabrze, Polska |
| 114.2 marca 2013 | 9× · 3× · 1× | 44:34(19:19) | 3× · 3× | Hala Sportowa Pogoń Zabrze, Polska |

#### 20. kolejka (9-10 marca 2013)
| 115.9 marca 2013 | Chrobry Głogów | [ 115 ] | NMC Powen Zabrze | Hala Widowiskowo-Sportowa Głogów, Polska |
| 115.9 marca 2013 |                | [ 115 ] |                  | Hala Widowiskowo-Sportowa Głogów, Polska |

| 116.9 marca 2013 | Czuwaj Przemyśl | [ 116 ] | Vive Targi Kielce | Hala sportowa POSiR Przemyśl, Polska |
| 116.9 marca 2013 |                 | [ 116 ] |                   | Hala sportowa POSiR Przemyśl, Polska |

| 117.9 marca 2013 | Orlen Wisła Płock | [ 117 ] | Zagłębie Lubin | Orlen Arena Płock, Polska |
| 117.9 marca 2013 |                   | [ 117 ] |                | Orlen Arena Płock, Polska |

| 118.9 marca 2013 | Piotrkowianin Piotrków Trybunalski | [ 118 ] | Miedź Legnica | Hala OSiR Relax Piotrków Trybunalski, Polska |
| 118.9 marca 2013 |                                    | [ 118 ] |               | Hala OSiR Relax Piotrków Trybunalski, Polska |

| 119.9 marca 2013 | Gaz-System Pogoń Szczecin | [ 119 ] | Azoty-Puławy | Hala sportowa MOSRiR Szczecin, Polska |
| 119.9 marca 2013 |                           | [ 119 ] |              | Hala sportowa MOSRiR Szczecin, Polska |

| 120.9 marca 2013 | Tauron Stal Mielec | [ 120 ] | MMTS Kwidzyn | Hala MOSiR Mielec, Polska |
| 120.9 marca 2013 |                    | [ 120 ] |              | Hala MOSiR Mielec, Polska |

#### 21. kolejka (16 marca 2013)
| 121.16 marca 2013 | Tauron Stal Mielec | [ 121 ] | Chrobry Głogów | Hala MOSiR Mielec, Polska |
| 121.16 marca 2013 |                    | [ 121 ] |                | Hala MOSiR Mielec, Polska |

| 122.16 marca 2013 | MMTS Kwidzyn | [ 122 ] | Gaz-System Pogoń Szczecin | Hala Widowiskowo-Sportowa KCSiR Kwidzyn, Polska |
| 122.16 marca 2013 |              | [ 122 ] |                           | Hala Widowiskowo-Sportowa KCSiR Kwidzyn, Polska |

| 123.16 marca 2013 | Azoty-Puławy | [ 123 ] | Piotrkowianin Piotrków Trybunalski | Hala MOSiR Puławy, Polska |
| 123.16 marca 2013 |              | [ 123 ] |                                    | Hala MOSiR Puławy, Polska |

| 124.16 marca 2013 | Miedź Legnica | [ 124 ] | Orlen Wisła Płock | Hala Dolnośląskich Olimpijczyków Legnica, Polska |
| 124.16 marca 2013 |               | [ 124 ] |                   | Hala Dolnośląskich Olimpijczyków Legnica, Polska |

| 125.16 marca 2013 | Zagłębie Lubin | [ 125 ] | Czuwaj Przemyśl | Hala SP nr 14 Lubin, Polska |
| 125.16 marca 2013 |                | [ 125 ] |                 | Hala SP nr 14 Lubin, Polska |

| 126.16 marca 2013 | Vive Targi Kielce | [ 126 ] | NMC Powen Zabrze | Hala Legionów, Kielce, Polska |
| 126.16 marca 2013 |                   | [ 126 ] |                  | Hala Legionów, Kielce, Polska |

#### 22. kolejka (23 marca 2013)
| 127.23 marca 2013 | Chrobry Głogów | [ 127 ] | Vive Targi Kielce | Hala Widowiskowo-Sportowa Głogów, Polska |
| 127.23 marca 2013 |                | [ 127 ] |                   | Hala Widowiskowo-Sportowa Głogów, Polska |

| 128.23 marca 2013 | NMC Powen Zabrze | [ 128 ] | Zagłębie Lubin | Hala Sportowa Pogoń Zabrze, Polska |
| 128.23 marca 2013 |                  | [ 128 ] |                | Hala Sportowa Pogoń Zabrze, Polska |

| 129.23 marca 2013 | Czuwaj Przemyśl | [ 129 ] | Miedź Legnica | Hala sportowa POSiR Przemyśl, Polska |
| 129.23 marca 2013 |                 | [ 129 ] |               | Hala sportowa POSiR Przemyśl, Polska |

| 130.23 marca 2013 | Orlen Wisła Płock | [ 130 ] | Azoty-Puławy | Orlen Arena Płock, Polska |
| 130.23 marca 2013 |                   | [ 130 ] |              | Orlen Arena Płock, Polska |

| 131.23 marca 2013 | Piotrkowianin Piotrków Trybunalski | [ 131 ] | MMTS Kwidzyn | Hala OSiR Relax Piotrków Trybunalski, Polska |
| 131.23 marca 2013 |                                    | [ 131 ] |              | Hala OSiR Relax Piotrków Trybunalski, Polska |

| 132.23 marca 2013 | Gaz-System Pogoń Szczecin | [ 132 ] | Tauron Stal Mielec | Hala sportowa MOSRiR Szczecin, Polska |
| 132.23 marca 2013 |                           | [ 132 ] |                    | Hala sportowa MOSRiR Szczecin, Polska |

## Play-off

### Ćwierćfinał

#### 23. kolejka (20-21 kwietnia 2013)
| 133.20 kwietnia 2013 |  | [ 133 ] |  |  |
| 133.20 kwietnia 2013 |  | [ 133 ] |  |  |

| 134.20 kwietnia 2013 |  | [ 134 ] |  |  |
| 134.20 kwietnia 2013 |  | [ 134 ] |  |  |

| 135.20 kwietnia 2013 |  | [ 135 ] |  |  |
| 135.20 kwietnia 2013 |  | [ 135 ] |  |  |

| 136.20 kwietnia 2013 |  | [ 136 ] |  |  |
| 136.20 kwietnia 2013 |  | [ 136 ] |  |  |

#### 24. kolejka (24 kwietnia 2013)
| 137.24 kwietnia 2013 |  | [ 137 ] |  |  |
| 137.24 kwietnia 2013 |  | [ 137 ] |  |  |

| 138.24 kwietnia 2013 |  | [ 138 ] |  |  |
| 138.24 kwietnia 2013 |  | [ 138 ] |  |  |

| 139.24 kwietnia 2013 |  | [ 139 ] |  |  |
| 139.24 kwietnia 2013 |  | [ 139 ] |  |  |

| 140.24 kwietnia 2013 |  | [ 140 ] |  |  |
| 140.24 kwietnia 2013 |  | [ 140 ] |  |  |

#### 25. kolejka (27-28 kwietnia 2013)
| 141.27 kwietnia 2013 |  | [ 141 ] |  |  |
| 141.27 kwietnia 2013 |  | [ 141 ] |  |  |

| 142.27 kwietnia 2013 |  | [ 142 ] |  |  |
| 142.27 kwietnia 2013 |  | [ 142 ] |  |  |

| 143.27 kwietnia 2013 |  | [ 143 ] |  |  |
| 143.27 kwietnia 2013 |  | [ 143 ] |  |  |

| 144.27 kwietnia 2013 |  | [ 144 ] |  |  |
| 144.27 kwietnia 2013 |  | [ 144 ] |  |  |

### Półfinał

#### 26. kolejka (4 maja 2013)
| 157.4 maja 2013 |  | [ 145 ] |  |  |
| 157.4 maja 2013 |  | [ 145 ] |  |  |

| 158.4 maja 2013 |  | [ 146 ] |  |  |
| 158.4 maja 2013 |  | [ 146 ] |  |  |

#### 27. kolejka (5 maja 2013)
| 159.5 maja 2013 |  | [ 147 ] |  |  |
| 159.5 maja 2013 |  | [ 147 ] |  |  |

| 160.5 maja 2013 |  | [ 148 ] |  |  |
| 160.5 maja 2013 |  | [ 148 ] |  |  |

#### 28. kolejka (11 maja 2013)
| 161.11 maja 2013 |  | [ 149 ] |  |  |
| 161.11 maja 2013 |  | [ 149 ] |  |  |

| 162.11 maja 2013 |  | [ 150 ] |  |  |
| 162.11 maja 2013 |  | [ 150 ] |  |  |

#### 29. kolejka (12 maja 2013)
| 163.12 maja 2013 |  | [ 151 ] |  |  |
| 163.12 maja 2013 |  | [ 151 ] |  |  |

| 164.12 maja 2013 |  | [ 152 ] |  |  |
| 164.12 maja 2013 |  | [ 152 ] |  |  |

#### 30. kolejka (15 maja 2013)
| 165.15 maja 2013 |  | [ 153 ] |  |  |
| 165.15 maja 2013 |  | [ 153 ] |  |  |

| 166.15 maja 2013 |  | [ 154 ] |  |  |
| 166.15 maja 2013 |  | [ 154 ] |  |  |

### Miejsca 5-8

#### 26. kolejka (27-28 kwietnia 2013)
| 167.27 kwietnia 2013 |  | [ 155 ] |  |  |
| 167.27 kwietnia 2013 |  | [ 155 ] |  |  |

| 168.27 kwietnia 2013 |  | [ 156 ] |  |  |
| 168.27 kwietnia 2013 |  | [ 156 ] |  |  |

#### 27. kolejka (4-5 maja 2013)
| 169.4 maja 2013 |  | [ 157 ] |  |  |
| 169.4 maja 2013 |  | [ 157 ] |  |  |

| 170.4 maja 2013 |  | [ 158 ] |  |  |
| 170.4 maja 2013 |  | [ 158 ] |  |  |

### Finał

#### 31. kolejka (18 maja 2013)
| 171.18 maja 2013 |  | [ 159 ] |  |  |
| 171.18 maja 2013 |  | [ 159 ] |  |  |

#### 32. kolejka (19 maja 2013)
| 172.19 maja 2013 |  | [ 160 ] |  |  |
| 172.19 maja 2013 |  | [ 160 ] |  |  |

#### 33. kolejka (25 maja 2013)
| 173.25 maja 2013 |  | [ 161 ] |  |  |
| 173.25 maja 2013 |  | [ 161 ] |  |  |

#### 34. kolejka (26 maja 2013)
| 174.26 maja 2013 |  | [ 162 ] |  |  |
| 174.26 maja 2013 |  | [ 162 ] |  |  |

#### 35. kolejka (29 maja 2013)
| 175.29 maja 2013 |  | [ 163 ] |  |  |
| 175.29 maja 2013 |  | [ 163 ] |  |  |

### Miejsca 3-4

#### 31. kolejka (18 maja 2013)
| 176.18 maja 2013 |  | [ 164 ] |  |  |
| 176.18 maja 2013 |  | [ 164 ] |  |  |

#### 32. kolejka (19 maja 2013)
| 177.19 maja 2013 |  | [ 165 ] |  |  |
| 177.19 maja 2013 |  | [ 165 ] |  |  |

#### 33. kolejka (25 maja 2013)
| 178.25 maja 2013 |  | [ 166 ] |  |  |
| 178.25 maja 2013 |  | [ 166 ] |  |  |

#### 34. kolejka (26 maja 2013)
| 179.26 maja 2013 |  | [ 167 ] |  |  |
| 179.26 maja 2013 |  | [ 167 ] |  |  |

#### 35. kolejka (29 maja 2013)
| 180.29 maja 2013 |  | [ 168 ] |  |  |
| 180.29 maja 2013 |  | [ 168 ] |  |  |

### Miejsca 5-6

#### 28. kolejka (18-19 maja 2013)
| 181.18 maja 2013 |  | [ 169 ] |  |  |
| 181.18 maja 2013 |  | [ 169 ] |  |  |

#### 29. kolejka (25-26 maja 2013)
| 182.25 maja 2013 |  | [ 170 ] |  |  |
| 182.25 maja 2013 |  | [ 170 ] |  |  |

### Miejsca 7-8

#### 28. kolejka (18-19 maja 2013)
| 183.18 maja 2013 |  | [ 171 ] |  |  |
| 183.18 maja 2013 |  | [ 171 ] |  |  |

#### 29. kolejka (25-26 maja 2013)
| 184.25 maja 2013 |  | [ 172 ] |  |  |
| 184.25 maja 2013 |  | [ 172 ] |  |  |

## Miejsca 9-12

### III runda

#### 23. kolejka (13-14 kwietnia 2013)
| 145.13 kwietnia 2013 |  | [ 173 ] |  |  |
| 145.13 kwietnia 2013 |  | [ 173 ] |  |  |

| 146.13 kwietnia 2013 |  | [ 174 ] |  |  |
| 146.13 kwietnia 2013 |  | [ 174 ] |  |  |

#### 24. kolejka (20-21 kwietnia 2013)
| 147.20 kwietnia 2013 |  | [ 175 ] |  |  |
| 147.20 kwietnia 2013 |  | [ 175 ] |  |  |

| 148.20 kwietnia 2013 |  | [ 176 ] |  |  |
| 148.20 kwietnia 2013 |  | [ 176 ] |  |  |

#### 25. kolejka (27-28 kwietnia 2013)
| 149.27 kwietnia 2013 |  | [ 177 ] |  |  |
| 149.27 kwietnia 2013 |  | [ 177 ] |  |  |

| 150.27 kwietnia 2013 |  | [ 178 ] |  |  |
| 150.27 kwietnia 2013 |  | [ 178 ] |  |  |

### IV runda

#### 26. kolejka (4-5 maja 2013)
| 151.4 maja 2013 |  | [ 179 ] |  |  |
| 151.4 maja 2013 |  | [ 179 ] |  |  |

| 152.4 maja 2013 |  | [ 180 ] |  |  |
| 152.4 maja 2013 |  | [ 180 ] |  |  |

#### 27. kolejka (11 maja 2013)
| 153.11 maja 2013 |  | [ 181 ] |  |  |
| 153.11 maja 2013 |  | [ 181 ] |  |  |

| 154.11 maja 2013 |  | [ 182 ] |  |  |
| 154.11 maja 2013 |  | [ 182 ] |  |  |

#### 28. kolejka (18 maja 2013)
| 155.18 maja 2013 |  | [ 183 ] |  |  |
| 155.18 maja 2013 |  | [ 183 ] |  |  |

| 156.18 maja 2013 |  | [ 184 ] |  |  |
| 156.18 maja 2013 |  | [ 184 ] |  |  |